# Glossata
I Glossata Fabricius, 1775 rappresentano il sottordine più derivato tra i quattro compresi nell'ordine Lepidoptera. Si tratta del raggruppamento più vasto all'interno dell'ordine, dal momento che annovera oltre il 99% delle specie totali.

## Descrizione
È pressoché impossibile effettuare una descrizione esaustiva delle caratteristiche morfologiche di tutti i gruppi appartenenti a questo taxon, tale è la varietà di forme che riesce ad esprimere (oltre 157 000 specie). Si è pertanto cercato di evidenziare alcune particolarità anatomiche dei vari stadi di sviluppo, mettendone in risalto il valore evolutivo ed il significato filogenetico.

### Adulto
La caratteristica principale e più distintiva risiede nell'apparato boccale, che riprende la struttura e la morfologia tipicamente attribuito alla quasi totalità dei lepidotteri: le mandibole, dopo la fase pupale sono atrofizzate oppure, in alcuni gruppi primitivi, sono presenti ma hanno perso la loro funzionalità non essendo articolate; i lobi interni delle mascelle (lacinie) sono atrofizzati, e comunque non sclerotizzati, mentre i lobi esterni (galee) sono invece molto allungati e contrapposti a formare il canale della spirotromba, ovvero un apparato utile alla suzione che in fase di riposo viene riavvolto a spirale. In talune famiglie, tuttavia, a seguito di un adattamento secondario, la spirotromba si riduce fino ad essere rudimentale e non funzionante o addirittura assente (p.es. nei Lasiocampidae). Il lobo prelabio-ipofaringeo è ridotto e la base dell'ipofaringe è priva di tasca infrabuccale; tale lobo si può osservare esclusivamente negli infraordini più arcaici (p. es. Dacnonypha e Neopseustina).
Caratteristica comune a tutti i Glossata, primitivi ed evoluti, è inoltre il fatto che le connessioni nervose del tritocerebro risultano incorporate all'interno della struttura del ganglio sottoesofageo, a differenza di quanto osservabile ad esempio, negli Zeugloptera.
La nervatura alare risulta omoneura, ossia con l'ala anteriore molto simile a quella posteriore, nei gruppi più primitivi (gli infraordini Dacnonypha, Lophocoronina, Neopseustina ed Exoporia); questi taxa venivano un tempo definiti nell'insieme col nome ormai desueto di Homoneura; al contrario, nell'infraordine Heteroneura, come suggerisce il nome, le due ali possiedono nervature differenti, con una incredibile varietà di forme e colori.
Pure il meccanismo di accoppiamento alare, che permette il sincronismo nel movimento durante il volo, riveste un valore sistematico. I taxa meno evoluti mostrano un accoppiamento del tipo jugato, in cui un diverticolo del margine posteriore delle ali anteriori è conformato in modo da trattenere congiunto il margine anteriore delle ali posteriori durante il volo (è il caso p. es. degli Hepialoidea, ma anche dei Tortricoidea o degli Zygaenoidea). Un altro meccanismo, considerato più evoluto, è l'accoppiamento di tipo frenulo-reticolare, nel quale una singola setola oppure un gruppo di setole (il frenulum), poste sulla costa delle ali posteriori, si aggancia alla parte posteriore della pagina inferiore dell'ala anteriore, in corrispondenza di un piccolo uncino o un gruppo di scaglie (il retinaculum); è questo ad esempio il caso delle Sphingidae, ma si può affermare con buona approssimazione che questo modello rappresenti la maggioranza dei casi tra gli Heteroneura, fatte le dovute eccezioni. Nei Papilionoidea, Bombycoidea (escluse le Sphingidae), Hesperiidae ed Hedylidae si osserva infine un terzo meccanismo di accoppiamento alare, detto amplessiforme, in cui l'area umerale dell'ala posteriore si espande fino a diventare un ampio lobo che forma una sorta di sovrapposizione tra le due ali.

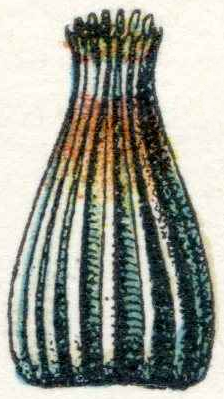
Uovo di Acosmetia sp. (Noctuidae), disegnato da Adolphe Millot

### Uovo
La forma dell'uovo e l'aspetto della sua superficie variano molto da gruppo a gruppo, e talvolta persino da specie a specie all'interno della stessa famiglia; tuttavia si possono notare alcune linee di tendenza generale. Chapman (1896) riassunse le varie tipologie di uovo in due macrocategorie, in funzione della forma: 1) Uova erette, in cui l'asse micropilare è perpendicolare alla superficie di appoggio; 2) Uova appiattite, in cui tale asse corre parallelo al substrato. Chapman osservò per esempio che il modello eretto è più frequente tra i Noctuoidea ed i Papilionoidea, mentre il tipo appiattito è più diffuso nel resto dei taxa, ad esempio tra i Bombycoidea, dove ha superficie più liscia, e tra i Geometroidea, ove invece appare più scanalato.

### Larva

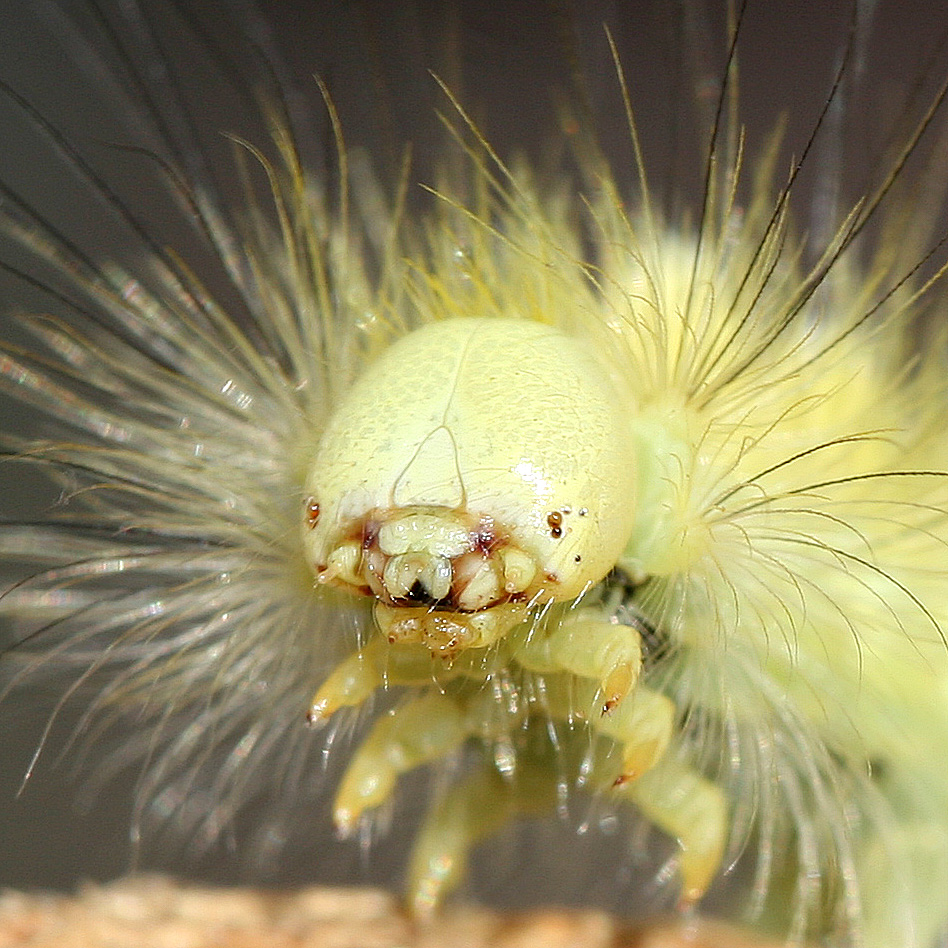
Particolare del bruco di Calliteara pudibunda (Erebidae); è ben visibile la sutura epicraniale

La larva, definita comunemente bruco nel caso dei lepidotteri, rappresenta lo stadio in cui ogni specie cerca di accumulare le riserve alimentari che le permetteranno di effettuare la metamorfosi in immagine. Quanto detto è valido soprattutto per le famiglie in cui l'adulto ha perso la capacità di alimentarsi e si occupa esclusivamente dell'accoppiamento, (ad es. le Lasiocampidae) ma è vero anche per i gruppi in cui l'adulto si alimenta attivamente tramite la spirotromba (come p. es. nelle Sphingidae).
Hinton (1947) pose l'accento sulla struttura del capo, ed in particolare della sutura epicraniale e delle suture frontali, analizzando come queste due caratteristiche anatomiche variassero nei differenti gruppi. La lunghezza della sutura epicraniale è in relazione all'angolo con cui il capo è posizionato rispetto al torace. Nelle specie in cui le larve si alimentano libere, il capo è ipognato con sutura epicraniale lunga (ad es. nelle Pieridae), mentre nelle specie in cui i bruchi si alimentano nascosti all'interno di cavità, il capo è semiprognato, con sutura epicraniale breve (p. es. nelle Lyonetiidae o in alcune Coleophoridae). Nelle famiglie in cui la larva è una minatrice fogliare, infine, come nel caso delle Nepticulidae, il capo è decisamente prognato e la sutura epicraniale scompare del tutto, tanto che le suture frontali giungono fino al solco epicraniale, e la fronte perde la caratteristica forma a triangolo, per diventare trapezoidale.
Nella maggior parte delle famiglie, all'apice del lobo prelabio-ipofaringeo, è presente una filiera.

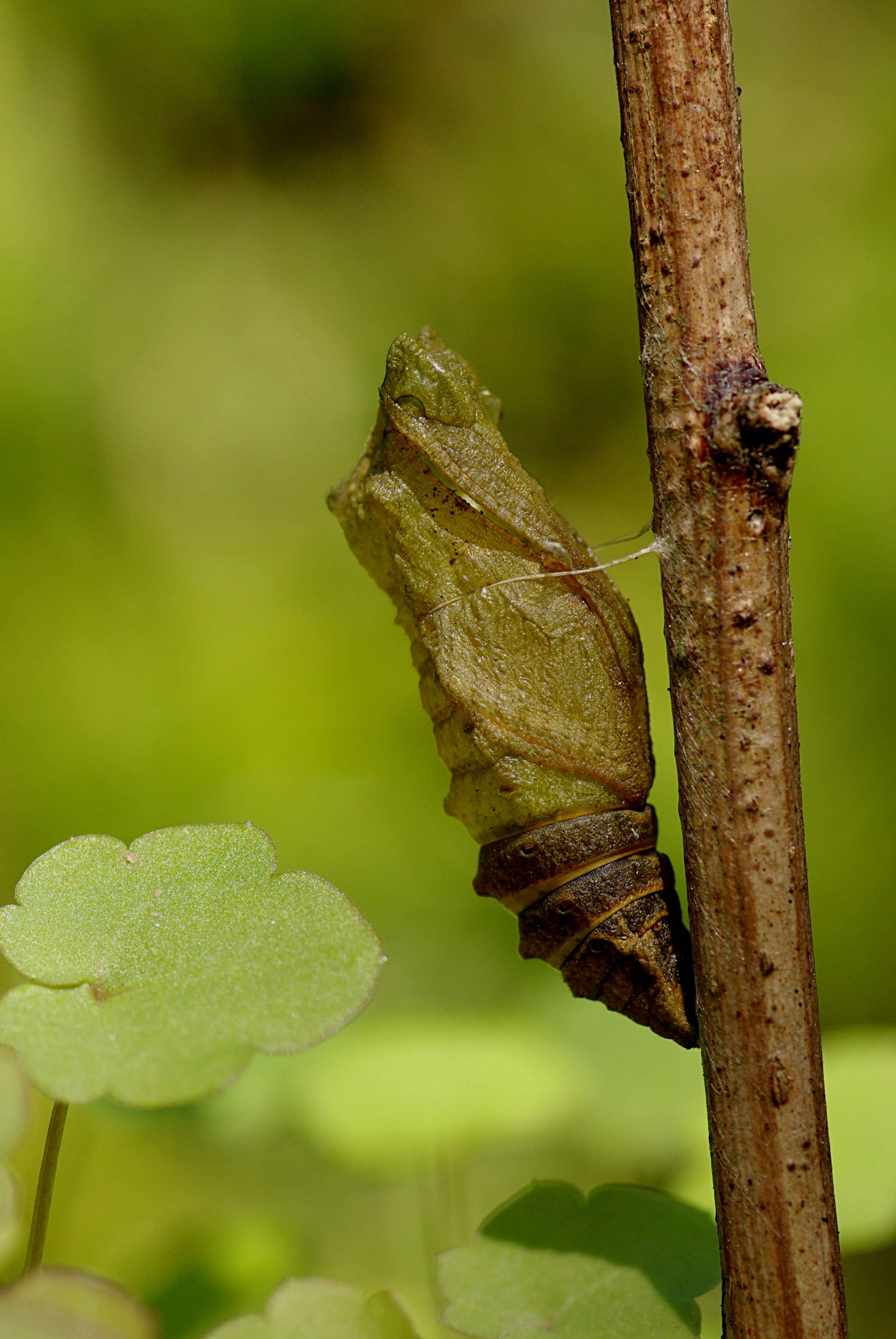
Pupa di Papilio machaon (macaone)

### Pupa
I Glossata, come più in generale i Lepidoptera, sono insetti olometaboli, e pertanto vanno incontro ad una fase pupale, interposta tra la larva e l'adulto, durante la quale la trasformazione più appariscente è lo sviluppo delle ali.
La pupa può essere dectica, quando sono presenti mandibole funzionali ed una discreta capacità di movimento, oppure adectica, qualora sia priva di mandibole funzionanti e sia del tutto immobile. La pupa dectica è sempre definita anche exarata, ossia possiede appendici libere e distaccabili. La pupa adectica può essere exarata oppure obtecta, con appendici cementate o fuse con il corpo; nel caso dei Glossata, tutte le pupe adectiche sono obtecte, mentre quelle dectiche sono exarate; nelle forme più primitive, di norma, le pupe sono dectiche ed exarate (p. es. nelle Eriocraniidae), mentre pupe adectiche ed obtecte sono tipiche delle famiglie più evolute (p. es. le Noctuidae).
Un'altra caratteristica che viene considerata distintiva dal punto di vista filogenetico, è la presenza di un anteclipeo privo di setae e non chiaramente distinto dal postclipeo.

## Distribuzione e habitat
Nel suo complesso, il sottordine è presente in tutti i continenti (persino sulle isole antartiche) e pressoché in ogni tipo di ecosistema. Va tuttavia segnalato che non sono rappresentati in Europa gli infraordini Lophocoronina (esclusivamente Australiano), e Neopseustina (neotropicale ed orientale).

## Biologia

### Alimentazione

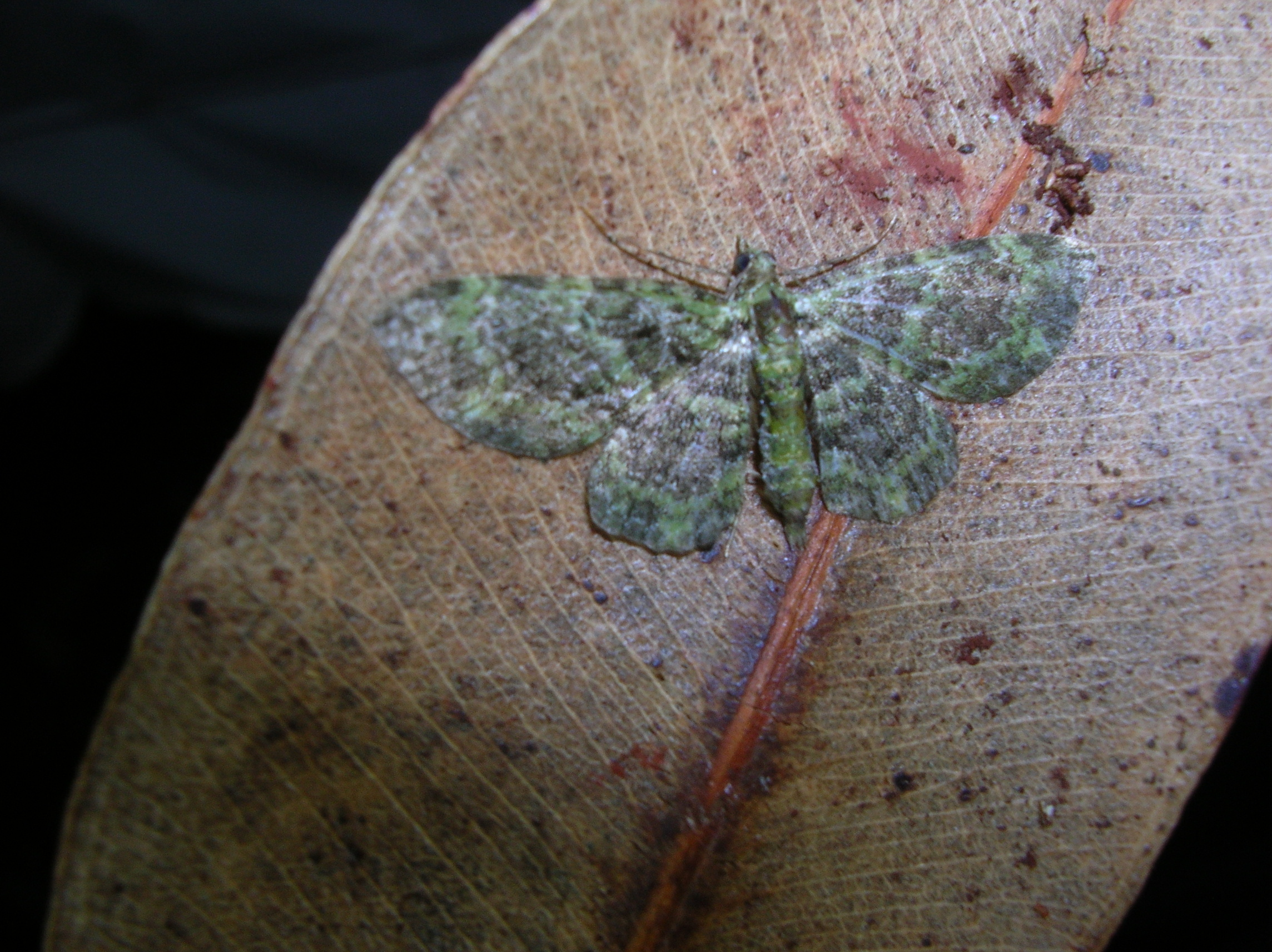
Eupithecia orichloris delle Hawaii

Gli adulti delle specie che possiedono un apparato boccale funzionante, possono nutrirsi di una svariata gamma di substrati, dal nettare dei fiori, come nel caso delle Pieridae, fino al polline, alla linfa o ai fluidi derivanti dalla frutta in decomposizione o dalle carcasse animali (ad es. alcune Nymphalidae). Caliptra minuticornis e C. eustrigata (Noctuidae) hanno sviluppato la capacità di perforare la cute degli animali e dell'uomo, per alimentarsi del loro sangue (ematofagia), mentre Lobocraspis griseifusa (Nolidae) sugge il secreto lacrimale dall'occhio dei bufali d'acqua in Thailandia. Gli adulti di alcune Sphingidae (Acherontia atropos, Laothoe populi e Sphinx ligustri) riescono a "rubare" il miele dei favi, direttamente perforandoli dall'esterno.

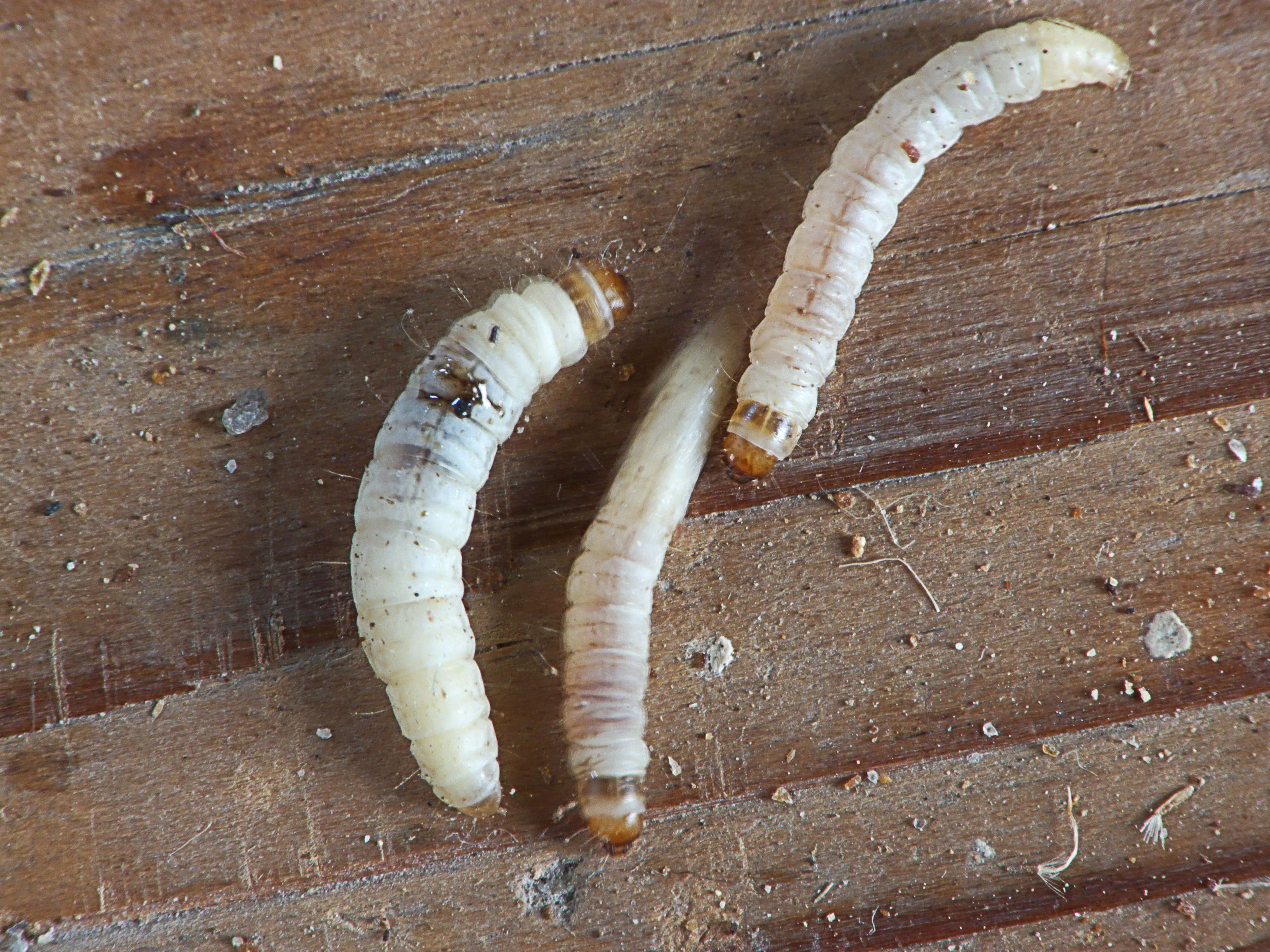
Larve di Achroia grisella

Le larve della stragrande maggioranza dei Glossata si alimentano a spese dei tessuti vegetali delle piante ospite, ma non esclusivamente delle foglie, bensì anche dei meristemi, delle radici, come Noctua pronuba (Noctuidae), nonché del legno del tronco, come nel caso di Zeuzera pyrina (Cossidae). Esistono anche casi di larve che si accrescono alimentandosi di funghi, di carcasse di animali, delle feci di volpe, come Monopis weaverella (Tineidae), oppure della cera e del miele degli alveari, come nel caso di Achroia grisella (Pyralidae).

Un caso interessante di predazione è rappresentato dai bruchi di alcune specie di Eupithecia (Geometridae) delle Hawaii, che imitano la forma ed il colore di un ramoscello, ma appena un insetto cerca di posarvisi stimolando le appendici sensoriali, scattano all'improvviso e lo catturano per divorarlo.

Le larve di un'altra specie Hawaiiana, Hyposmocoma molluscivora (Cosmopterigidae), creano una trappola simile ad una ragnatela, con cui catturano i gasteropodi del genere Tornatellides, per poi mangiarli vivi.

### Parassitismo

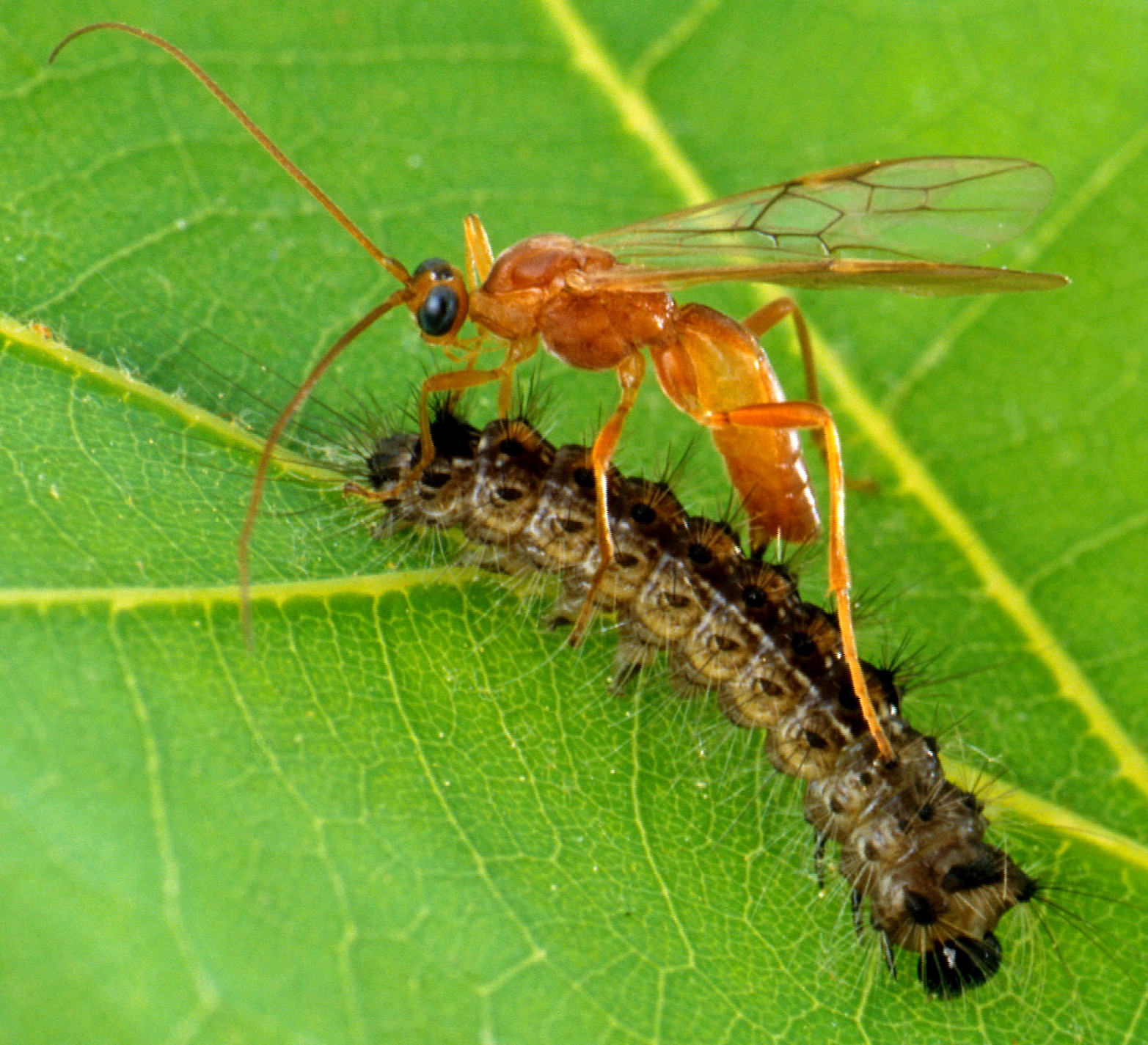
Aleiodes indiscretus (Braconidae) mentre attacca il bruco di Lymantria dispar (Erebidae)

I bruchi di diverse specie di Glossata sono vittime di parassitismo da parte di altri insetti, fondamentalmente appartenenti agli ordini Diptera (ad es. Tachinidae) ed Hymenoptera (p. es. Braconidae, Chalcididae, Ichneumonidae, Trichogrammatidae), che inoculano le proprie uova nella larva, che verrà in seguito utilizzata come riserva alimentare. Le forme di parassitismo osservate si possono distinguere essenzialmente in due categorie: idiobionti e coinobionti, a seconda che il parassita permetta o meno all'ospite di proseguire lo sviluppo, e giungere a metamorfosi dopo l'attacco.

Nel parassitismo idiobionte (più primitivo), il bruco viene immobilizzato o ucciso all'atto della deposizione delle uova, e solitamente riguarda le specie che si alimentano libere sulle foglie della pianta ospite.

I parassiti coinobionti, al contrario, attaccano di solito le larve di specie che si alimentano nascoste all'interno delle foglie (come nel caso delle minatrici fogliari), che continuano lo sviluppo postembrionale, offrendo pertanto una maggiore protezione alla prole del parassita.

## Tassonomia

### Infraordini
In seguito anche agli studi di Minet (2002), vengono riconosciuti 6 infraordini:
- Acanthoctesia Minet, 2002 - Comprende 1 superfamiglia, 1 famiglia, 2 generi e 7 specie[28][29][30]
- Dachnonypha Hinton, 1946 - Comprende 1 superfamiglia, 1 famiglia, 5 generi e 29 specie[19]
- Exoporia Common, 1975 - Comprende 2 superfamiglie, 6 famiglie, 70 generi e 636 specie[31]
- Heteroneura Tillyard, 1918 - Comprende 35 superfamiglie, 124 famiglie, oltre 15 000 generi e oltre 156 000 specie[10]
- Lophocoronina Common, 1990 - Comprende 1 superfamiglia, 1 famiglia, 1 genere e 6 specie[32]
- Neopseustina Davis & Nielsen, 1980 - Comprende 1 superfamiglia, 2 famiglie, 5 generi e 15 specie[33][34]

Viene di seguito riportato lo schema tassonomico dei Glossata, fino al livello di superfamiglia (tra parentesi il numero di specie, aggiornato al 23 dicembre 2011):
|  | Eriocranioidea (29) |
|  |                     |

|  | Acanthopteroctetoidea (7) |
|  |                           |

|  | Lophocoronoidea (6) |
|  |                     |

|  | Neopseustoidea (15) |
|  |                     |

|  | Mnesarchaeoidea (7) |
|  |                     |
|  | Hepialoidea (629)   |
|  |                     |

|  | Nepticuloidea (1 011) |
|  |                       |

|  | Andesianoidea (3) |
|  |                   |
|  | Adeloidea (577)   |
|  |                   |

|  | Palaephatoidea (57) |
|  |                     |
|  | Tischerioidea (110) |
|  |                     |

|                          | Whalleyanoidea (2) |
|                          | |
|                          | Thyridoidea (940) |
|                          | |
|                          | Hyblaeoidea (19) |
|                          | |
|                          | Calliduloidea (49) |
|                          | |
|                          | Papilionoidea (18 768) |
|                          | |
|                          | Pyraloidea (15 576) |
|                          | |
|                          | Mimallonoidea (194) |
|                          | |
| Macroheterocera (73 502) | \| \| Drepanoidea (672) \| \| \| \| \| \| Lasiocampoidea (1 952) \| \| \| \| \| \| Bombycoidea (4 723) \| \| \| \| \| \| Geometroidea (23 748) \| \| \| \| \| \| Noctuoidea (42 407) \| \| \| \| |
|                          | \| \| Drepanoidea (672) \| \| \| \| \| \| Lasiocampoidea (1 952) \| \| \| \| \| \| Bombycoidea (4 723) \| \| \| \| \| \| Geometroidea (23 748) \| \| \| \| \| \| Noctuoidea (42 407) \| \| \| \| |
|                          | Drepanoidea (672) |
|                          | |
|                          | Lasiocampoidea (1 952) |
|                          | |
|                          | Bombycoidea (4 723) |
|                          | |
|                          | Geometroidea (23 748) |
|                          | |
|                          | Noctuoidea (42 407) |
|                          | |

|  | Drepanoidea (672)      |
|  |                        |
|  | Lasiocampoidea (1 952) |
|  |                        |
|  | Bombycoidea (4 723)    |
|  |                        |
|  | Geometroidea (23 748)  |
|  |                        |
|  | Noctuoidea (42 407)    |
|  |                        |

|                          | Whalleyanoidea (2) |
|                          | |
|                          | Thyridoidea (940) |
|                          | |
|                          | Hyblaeoidea (19) |
|                          | |
|                          | Calliduloidea (49) |
|                          | |
|                          | Papilionoidea (18 768) |
|                          | |
|                          | Pyraloidea (15 576) |
|                          | |
|                          | Mimallonoidea (194) |
|                          | |
| Macroheterocera (73 502) | \| \| Drepanoidea (672) \| \| \| \| \| \| Lasiocampoidea (1 952) \| \| \| \| \| \| Bombycoidea (4 723) \| \| \| \| \| \| Geometroidea (23 748) \| \| \| \| \| \| Noctuoidea (42 407) \| \| \| \| |
|                          | \| \| Drepanoidea (672) \| \| \| \| \| \| Lasiocampoidea (1 952) \| \| \| \| \| \| Bombycoidea (4 723) \| \| \| \| \| \| Geometroidea (23 748) \| \| \| \| \| \| Noctuoidea (42 407) \| \| \| \| |
|                          | Drepanoidea (672) |
|                          | |
|                          | Lasiocampoidea (1 952) |
|                          | |
|                          | Bombycoidea (4 723) |
|                          | |
|                          | Geometroidea (23 748) |
|                          | |
|                          | Noctuoidea (42 407) |
|                          | |

|  | Drepanoidea (672)      |
|  |                        |
|  | Lasiocampoidea (1 952) |
|  |                        |
|  | Bombycoidea (4 723)    |
|  |                        |
|  | Geometroidea (23 748)  |
|  |                        |
|  | Noctuoidea (42 407)    |
|  |                        |

|                          | Whalleyanoidea (2) |
|                          | |
|                          | Thyridoidea (940) |
|                          | |
|                          | Hyblaeoidea (19) |
|                          | |
|                          | Calliduloidea (49) |
|                          | |
|                          | Papilionoidea (18 768) |
|                          | |
|                          | Pyraloidea (15 576) |
|                          | |
|                          | Mimallonoidea (194) |
|                          | |
| Macroheterocera (73 502) | \| \| Drepanoidea (672) \| \| \| \| \| \| Lasiocampoidea (1 952) \| \| \| \| \| \| Bombycoidea (4 723) \| \| \| \| \| \| Geometroidea (23 748) \| \| \| \| \| \| Noctuoidea (42 407) \| \| \| \| |
|                          | \| \| Drepanoidea (672) \| \| \| \| \| \| Lasiocampoidea (1 952) \| \| \| \| \| \| Bombycoidea (4 723) \| \| \| \| \| \| Geometroidea (23 748) \| \| \| \| \| \| Noctuoidea (42 407) \| \| \| \| |
|                          | Drepanoidea (672) |
|                          | |
|                          | Lasiocampoidea (1 952) |
|                          | |
|                          | Bombycoidea (4 723) |
|                          | |
|                          | Geometroidea (23 748) |
|                          | |
|                          | Noctuoidea (42 407) |
|                          | |

|  | Drepanoidea (672)      |
|  |                        |
|  | Lasiocampoidea (1 952) |
|  |                        |
|  | Bombycoidea (4 723)    |
|  |                        |
|  | Geometroidea (23 748)  |
|  |                        |
|  | Noctuoidea (42 407)    |
|  |                        |

|                          | Whalleyanoidea (2) |
|                          | |
|                          | Thyridoidea (940) |
|                          | |
|                          | Hyblaeoidea (19) |
|                          | |
|                          | Calliduloidea (49) |
|                          | |
|                          | Papilionoidea (18 768) |
|                          | |
|                          | Pyraloidea (15 576) |
|                          | |
|                          | Mimallonoidea (194) |
|                          | |
| Macroheterocera (73 502) | \| \| Drepanoidea (672) \| \| \| \| \| \| Lasiocampoidea (1 952) \| \| \| \| \| \| Bombycoidea (4 723) \| \| \| \| \| \| Geometroidea (23 748) \| \| \| \| \| \| Noctuoidea (42 407) \| \| \| \| |
|                          | \| \| Drepanoidea (672) \| \| \| \| \| \| Lasiocampoidea (1 952) \| \| \| \| \| \| Bombycoidea (4 723) \| \| \| \| \| \| Geometroidea (23 748) \| \| \| \| \| \| Noctuoidea (42 407) \| \| \| \| |
|                          | Drepanoidea (672) |
|                          | |
|                          | Lasiocampoidea (1 952) |
|                          | |
|                          | Bombycoidea (4 723) |
|                          | |
|                          | Geometroidea (23 748) |
|                          | |
|                          | Noctuoidea (42 407) |
|                          | |

|  | Drepanoidea (672)      |
|  |                        |
|  | Lasiocampoidea (1 952) |
|  |                        |
|  | Bombycoidea (4 723)    |
|  |                        |
|  | Geometroidea (23 748)  |
|  |                        |
|  | Noctuoidea (42 407)    |
|  |                        |

|  | Nepticuloidea (1 011) |
|  |                       |

|  | Andesianoidea (3) |
|  |                   |
|  | Adeloidea (577)   |
|  |                   |

|  | Palaephatoidea (57) |
|  |                     |
|  | Tischerioidea (110) |
|  |                     |

|                          | Whalleyanoidea (2) |
|                          | |
|                          | Thyridoidea (940) |
|                          | |
|                          | Hyblaeoidea (19) |
|                          | |
|                          | Calliduloidea (49) |
|                          | |
|                          | Papilionoidea (18 768) |
|                          | |
|                          | Pyraloidea (15 576) |
|                          | |
|                          | Mimallonoidea (194) |
|                          | |
| Macroheterocera (73 502) | \| \| Drepanoidea (672) \| \| \| \| \| \| Lasiocampoidea (1 952) \| \| \| \| \| \| Bombycoidea (4 723) \| \| \| \| \| \| Geometroidea (23 748) \| \| \| \| \| \| Noctuoidea (42 407) \| \| \| \| |
|                          | \| \| Drepanoidea (672) \| \| \| \| \| \| Lasiocampoidea (1 952) \| \| \| \| \| \| Bombycoidea (4 723) \| \| \| \| \| \| Geometroidea (23 748) \| \| \| \| \| \| Noctuoidea (42 407) \| \| \| \| |
|                          | Drepanoidea (672) |
|                          | |
|                          | Lasiocampoidea (1 952) |
|                          | |
|                          | Bombycoidea (4 723) |
|                          | |
|                          | Geometroidea (23 748) |
|                          | |
|                          | Noctuoidea (42 407) |
|                          | |

|  | Drepanoidea (672)      |
|  |                        |
|  | Lasiocampoidea (1 952) |
|  |                        |
|  | Bombycoidea (4 723)    |
|  |                        |
|  | Geometroidea (23 748)  |
|  |                        |
|  | Noctuoidea (42 407)    |
|  |                        |

|                          | Whalleyanoidea (2) |
|                          | |
|                          | Thyridoidea (940) |
|                          | |
|                          | Hyblaeoidea (19) |
|                          | |
|                          | Calliduloidea (49) |
|                          | |
|                          | Papilionoidea (18 768) |
|                          | |
|                          | Pyraloidea (15 576) |
|                          | |
|                          | Mimallonoidea (194) |
|                          | |
| Macroheterocera (73 502) | \| \| Drepanoidea (672) \| \| \| \| \| \| Lasiocampoidea (1 952) \| \| \| \| \| \| Bombycoidea (4 723) \| \| \| \| \| \| Geometroidea (23 748) \| \| \| \| \| \| Noctuoidea (42 407) \| \| \| \| |
|                          | \| \| Drepanoidea (672) \| \| \| \| \| \| Lasiocampoidea (1 952) \| \| \| \| \| \| Bombycoidea (4 723) \| \| \| \| \| \| Geometroidea (23 748) \| \| \| \| \| \| Noctuoidea (42 407) \| \| \| \| |
|                          | Drepanoidea (672) |
|                          | |
|                          | Lasiocampoidea (1 952) |
|                          | |
|                          | Bombycoidea (4 723) |
|                          | |
|                          | Geometroidea (23 748) |
|                          | |
|                          | Noctuoidea (42 407) |
|                          | |

|  | Drepanoidea (672)      |
|  |                        |
|  | Lasiocampoidea (1 952) |
|  |                        |
|  | Bombycoidea (4 723)    |
|  |                        |
|  | Geometroidea (23 748)  |
|  |                        |
|  | Noctuoidea (42 407)    |
|  |                        |

|                          | Whalleyanoidea (2) |
|                          | |
|                          | Thyridoidea (940) |
|                          | |
|                          | Hyblaeoidea (19) |
|                          | |
|                          | Calliduloidea (49) |
|                          | |
|                          | Papilionoidea (18 768) |
|                          | |
|                          | Pyraloidea (15 576) |
|                          | |
|                          | Mimallonoidea (194) |
|                          | |
| Macroheterocera (73 502) | \| \| Drepanoidea (672) \| \| \| \| \| \| Lasiocampoidea (1 952) \| \| \| \| \| \| Bombycoidea (4 723) \| \| \| \| \| \| Geometroidea (23 748) \| \| \| \| \| \| Noctuoidea (42 407) \| \| \| \| |
|                          | \| \| Drepanoidea (672) \| \| \| \| \| \| Lasiocampoidea (1 952) \| \| \| \| \| \| Bombycoidea (4 723) \| \| \| \| \| \| Geometroidea (23 748) \| \| \| \| \| \| Noctuoidea (42 407) \| \| \| \| |
|                          | Drepanoidea (672) |
|                          | |
|                          | Lasiocampoidea (1 952) |
|                          | |
|                          | Bombycoidea (4 723) |
|                          | |
|                          | Geometroidea (23 748) |
|                          | |
|                          | Noctuoidea (42 407) |
|                          | |

|  | Drepanoidea (672)      |
|  |                        |
|  | Lasiocampoidea (1 952) |
|  |                        |
|  | Bombycoidea (4 723)    |
|  |                        |
|  | Geometroidea (23 748)  |
|  |                        |
|  | Noctuoidea (42 407)    |
|  |                        |

|                          | Whalleyanoidea (2) |
|                          | |
|                          | Thyridoidea (940) |
|                          | |
|                          | Hyblaeoidea (19) |
|                          | |
|                          | Calliduloidea (49) |
|                          | |
|                          | Papilionoidea (18 768) |
|                          | |
|                          | Pyraloidea (15 576) |
|                          | |
|                          | Mimallonoidea (194) |
|                          | |
| Macroheterocera (73 502) | \| \| Drepanoidea (672) \| \| \| \| \| \| Lasiocampoidea (1 952) \| \| \| \| \| \| Bombycoidea (4 723) \| \| \| \| \| \| Geometroidea (23 748) \| \| \| \| \| \| Noctuoidea (42 407) \| \| \| \| |
|                          | \| \| Drepanoidea (672) \| \| \| \| \| \| Lasiocampoidea (1 952) \| \| \| \| \| \| Bombycoidea (4 723) \| \| \| \| \| \| Geometroidea (23 748) \| \| \| \| \| \| Noctuoidea (42 407) \| \| \| \| |
|                          | Drepanoidea (672) |
|                          | |
|                          | Lasiocampoidea (1 952) |
|                          | |
|                          | Bombycoidea (4 723) |
|                          | |
|                          | Geometroidea (23 748) |
|                          | |
|                          | Noctuoidea (42 407) |
|                          | |

|  | Drepanoidea (672)      |
|  |                        |
|  | Lasiocampoidea (1 952) |
|  |                        |
|  | Bombycoidea (4 723)    |
|  |                        |
|  | Geometroidea (23 748)  |
|  |                        |
|  | Noctuoidea (42 407)    |
|  |                        |

|  | Eriocranioidea (29) |
|  |                     |

|  | Acanthopteroctetoidea (7) |
|  |                           |

|  | Lophocoronoidea (6) |
|  |                     |

|  | Neopseustoidea (15) |
|  |                     |

|  | Mnesarchaeoidea (7) |
|  |                     |
|  | Hepialoidea (629)   |
|  |                     |

|  | Nepticuloidea (1 011) |
|  |                       |

|  | Andesianoidea (3) |
|  |                   |
|  | Adeloidea (577)   |
|  |                   |

|  | Palaephatoidea (57) |
|  |                     |
|  | Tischerioidea (110) |
|  |                     |

|                          | Whalleyanoidea (2) |
|                          | |
|                          | Thyridoidea (940) |
|                          | |
|                          | Hyblaeoidea (19) |
|                          | |
|                          | Calliduloidea (49) |
|                          | |
|                          | Papilionoidea (18 768) |
|                          | |
|                          | Pyraloidea (15 576) |
|                          | |
|                          | Mimallonoidea (194) |
|                          | |
| Macroheterocera (73 502) | \| \| Drepanoidea (672) \| \| \| \| \| \| Lasiocampoidea (1 952) \| \| \| \| \| \| Bombycoidea (4 723) \| \| \| \| \| \| Geometroidea (23 748) \| \| \| \| \| \| Noctuoidea (42 407) \| \| \| \| |
|                          | \| \| Drepanoidea (672) \| \| \| \| \| \| Lasiocampoidea (1 952) \| \| \| \| \| \| Bombycoidea (4 723) \| \| \| \| \| \| Geometroidea (23 748) \| \| \| \| \| \| Noctuoidea (42 407) \| \| \| \| |
|                          | Drepanoidea (672) |
|                          | |
|                          | Lasiocampoidea (1 952) |
|                          | |
|                          | Bombycoidea (4 723) |
|                          | |
|                          | Geometroidea (23 748) |
|                          | |
|                          | Noctuoidea (42 407) |
|                          | |

|  | Drepanoidea (672)      |
|  |                        |
|  | Lasiocampoidea (1 952) |
|  |                        |
|  | Bombycoidea (4 723)    |
|  |                        |
|  | Geometroidea (23 748)  |
|  |                        |
|  | Noctuoidea (42 407)    |
|  |                        |

|                          | Whalleyanoidea (2) |
|                          | |
|                          | Thyridoidea (940) |
|                          | |
|                          | Hyblaeoidea (19) |
|                          | |
|                          | Calliduloidea (49) |
|                          | |
|                          | Papilionoidea (18 768) |
|                          | |
|                          | Pyraloidea (15 576) |
|                          | |
|                          | Mimallonoidea (194) |
|                          | |
| Macroheterocera (73 502) | \| \| Drepanoidea (672) \| \| \| \| \| \| Lasiocampoidea (1 952) \| \| \| \| \| \| Bombycoidea (4 723) \| \| \| \| \| \| Geometroidea (23 748) \| \| \| \| \| \| Noctuoidea (42 407) \| \| \| \| |
|                          | \| \| Drepanoidea (672) \| \| \| \| \| \| Lasiocampoidea (1 952) \| \| \| \| \| \| Bombycoidea (4 723) \| \| \| \| \| \| Geometroidea (23 748) \| \| \| \| \| \| Noctuoidea (42 407) \| \| \| \| |
|                          | Drepanoidea (672) |
|                          | |
|                          | Lasiocampoidea (1 952) |
|                          | |
|                          | Bombycoidea (4 723) |
|                          | |
|                          | Geometroidea (23 748) |
|                          | |
|                          | Noctuoidea (42 407) |
|                          | |

|  | Drepanoidea (672)      |
|  |                        |
|  | Lasiocampoidea (1 952) |
|  |                        |
|  | Bombycoidea (4 723)    |
|  |                        |
|  | Geometroidea (23 748)  |
|  |                        |
|  | Noctuoidea (42 407)    |
|  |                        |

|                          | Whalleyanoidea (2) |
|                          | |
|                          | Thyridoidea (940) |
|                          | |
|                          | Hyblaeoidea (19) |
|                          | |
|                          | Calliduloidea (49) |
|                          | |
|                          | Papilionoidea (18 768) |
|                          | |
|                          | Pyraloidea (15 576) |
|                          | |
|                          | Mimallonoidea (194) |
|                          | |
| Macroheterocera (73 502) | \| \| Drepanoidea (672) \| \| \| \| \| \| Lasiocampoidea (1 952) \| \| \| \| \| \| Bombycoidea (4 723) \| \| \| \| \| \| Geometroidea (23 748) \| \| \| \| \| \| Noctuoidea (42 407) \| \| \| \| |
|                          | \| \| Drepanoidea (672) \| \| \| \| \| \| Lasiocampoidea (1 952) \| \| \| \| \| \| Bombycoidea (4 723) \| \| \| \| \| \| Geometroidea (23 748) \| \| \| \| \| \| Noctuoidea (42 407) \| \| \| \| |
|                          | Drepanoidea (672) |
|                          | |
|                          | Lasiocampoidea (1 952) |
|                          | |
|                          | Bombycoidea (4 723) |
|                          | |
|                          | Geometroidea (23 748) |
|                          | |
|                          | Noctuoidea (42 407) |
|                          | |

|  | Drepanoidea (672)      |
|  |                        |
|  | Lasiocampoidea (1 952) |
|  |                        |
|  | Bombycoidea (4 723)    |
|  |                        |
|  | Geometroidea (23 748)  |
|  |                        |
|  | Noctuoidea (42 407)    |
|  |                        |

|                          | Whalleyanoidea (2) |
|                          | |
|                          | Thyridoidea (940) |
|                          | |
|                          | Hyblaeoidea (19) |
|                          | |
|                          | Calliduloidea (49) |
|                          | |
|                          | Papilionoidea (18 768) |
|                          | |
|                          | Pyraloidea (15 576) |
|                          | |
|                          | Mimallonoidea (194) |
|                          | |
| Macroheterocera (73 502) | \| \| Drepanoidea (672) \| \| \| \| \| \| Lasiocampoidea (1 952) \| \| \| \| \| \| Bombycoidea (4 723) \| \| \| \| \| \| Geometroidea (23 748) \| \| \| \| \| \| Noctuoidea (42 407) \| \| \| \| |
|                          | \| \| Drepanoidea (672) \| \| \| \| \| \| Lasiocampoidea (1 952) \| \| \| \| \| \| Bombycoidea (4 723) \| \| \| \| \| \| Geometroidea (23 748) \| \| \| \| \| \| Noctuoidea (42 407) \| \| \| \| |
|                          | Drepanoidea (672) |
|                          | |
|                          | Lasiocampoidea (1 952) |
|                          | |
|                          | Bombycoidea (4 723) |
|                          | |
|                          | Geometroidea (23 748) |
|                          | |
|                          | Noctuoidea (42 407) |
|                          | |

|  | Drepanoidea (672)      |
|  |                        |
|  | Lasiocampoidea (1 952) |
|  |                        |
|  | Bombycoidea (4 723)    |
|  |                        |
|  | Geometroidea (23 748)  |
|  |                        |
|  | Noctuoidea (42 407)    |
|  |                        |

|  | Nepticuloidea (1 011) |
|  |                       |

|  | Andesianoidea (3) |
|  |                   |
|  | Adeloidea (577)   |
|  |                   |

|  | Palaephatoidea (57) |
|  |                     |
|  | Tischerioidea (110) |
|  |                     |

|                          | Whalleyanoidea (2) |
|                          | |
|                          | Thyridoidea (940) |
|                          | |
|                          | Hyblaeoidea (19) |
|                          | |
|                          | Calliduloidea (49) |
|                          | |
|                          | Papilionoidea (18 768) |
|                          | |
|                          | Pyraloidea (15 576) |
|                          | |
|                          | Mimallonoidea (194) |
|                          | |
| Macroheterocera (73 502) | \| \| Drepanoidea (672) \| \| \| \| \| \| Lasiocampoidea (1 952) \| \| \| \| \| \| Bombycoidea (4 723) \| \| \| \| \| \| Geometroidea (23 748) \| \| \| \| \| \| Noctuoidea (42 407) \| \| \| \| |
|                          | \| \| Drepanoidea (672) \| \| \| \| \| \| Lasiocampoidea (1 952) \| \| \| \| \| \| Bombycoidea (4 723) \| \| \| \| \| \| Geometroidea (23 748) \| \| \| \| \| \| Noctuoidea (42 407) \| \| \| \| |
|                          | Drepanoidea (672) |
|                          | |
|                          | Lasiocampoidea (1 952) |
|                          | |
|                          | Bombycoidea (4 723) |
|                          | |
|                          | Geometroidea (23 748) |
|                          | |
|                          | Noctuoidea (42 407) |
|                          | |

|  | Drepanoidea (672)      |
|  |                        |
|  | Lasiocampoidea (1 952) |
|  |                        |
|  | Bombycoidea (4 723)    |
|  |                        |
|  | Geometroidea (23 748)  |
|  |                        |
|  | Noctuoidea (42 407)    |
|  |                        |

|                          | Whalleyanoidea (2) |
|                          | |
|                          | Thyridoidea (940) |
|                          | |
|                          | Hyblaeoidea (19) |
|                          | |
|                          | Calliduloidea (49) |
|                          | |
|                          | Papilionoidea (18 768) |
|                          | |
|                          | Pyraloidea (15 576) |
|                          | |
|                          | Mimallonoidea (194) |
|                          | |
| Macroheterocera (73 502) | \| \| Drepanoidea (672) \| \| \| \| \| \| Lasiocampoidea (1 952) \| \| \| \| \| \| Bombycoidea (4 723) \| \| \| \| \| \| Geometroidea (23 748) \| \| \| \| \| \| Noctuoidea (42 407) \| \| \| \| |
|                          | \| \| Drepanoidea (672) \| \| \| \| \| \| Lasiocampoidea (1 952) \| \| \| \| \| \| Bombycoidea (4 723) \| \| \| \| \| \| Geometroidea (23 748) \| \| \| \| \| \| Noctuoidea (42 407) \| \| \| \| |
|                          | Drepanoidea (672) |
|                          | |
|                          | Lasiocampoidea (1 952) |
|                          | |
|                          | Bombycoidea (4 723) |
|                          | |
|                          | Geometroidea (23 748) |
|                          | |
|                          | Noctuoidea (42 407) |
|                          | |

|  | Drepanoidea (672)      |
|  |                        |
|  | Lasiocampoidea (1 952) |
|  |                        |
|  | Bombycoidea (4 723)    |
|  |                        |
|  | Geometroidea (23 748)  |
|  |                        |
|  | Noctuoidea (42 407)    |
|  |                        |

|                          | Whalleyanoidea (2) |
|                          | |
|                          | Thyridoidea (940) |
|                          | |
|                          | Hyblaeoidea (19) |
|                          | |
|                          | Calliduloidea (49) |
|                          | |
|                          | Papilionoidea (18 768) |
|                          | |
|                          | Pyraloidea (15 576) |
|                          | |
|                          | Mimallonoidea (194) |
|                          | |
| Macroheterocera (73 502) | \| \| Drepanoidea (672) \| \| \| \| \| \| Lasiocampoidea (1 952) \| \| \| \| \| \| Bombycoidea (4 723) \| \| \| \| \| \| Geometroidea (23 748) \| \| \| \| \| \| Noctuoidea (42 407) \| \| \| \| |
|                          | \| \| Drepanoidea (672) \| \| \| \| \| \| Lasiocampoidea (1 952) \| \| \| \| \| \| Bombycoidea (4 723) \| \| \| \| \| \| Geometroidea (23 748) \| \| \| \| \| \| Noctuoidea (42 407) \| \| \| \| |
|                          | Drepanoidea (672) |
|                          | |
|                          | Lasiocampoidea (1 952) |
|                          | |
|                          | Bombycoidea (4 723) |
|                          | |
|                          | Geometroidea (23 748) |
|                          | |
|                          | Noctuoidea (42 407) |
|                          | |

|  | Drepanoidea (672)      |
|  |                        |
|  | Lasiocampoidea (1 952) |
|  |                        |
|  | Bombycoidea (4 723)    |
|  |                        |
|  | Geometroidea (23 748)  |
|  |                        |
|  | Noctuoidea (42 407)    |
|  |                        |

|                          | Whalleyanoidea (2) |
|                          | |
|                          | Thyridoidea (940) |
|                          | |
|                          | Hyblaeoidea (19) |
|                          | |
|                          | Calliduloidea (49) |
|                          | |
|                          | Papilionoidea (18 768) |
|                          | |
|                          | Pyraloidea (15 576) |
|                          | |
|                          | Mimallonoidea (194) |
|                          | |
| Macroheterocera (73 502) | \| \| Drepanoidea (672) \| \| \| \| \| \| Lasiocampoidea (1 952) \| \| \| \| \| \| Bombycoidea (4 723) \| \| \| \| \| \| Geometroidea (23 748) \| \| \| \| \| \| Noctuoidea (42 407) \| \| \| \| |
|                          | \| \| Drepanoidea (672) \| \| \| \| \| \| Lasiocampoidea (1 952) \| \| \| \| \| \| Bombycoidea (4 723) \| \| \| \| \| \| Geometroidea (23 748) \| \| \| \| \| \| Noctuoidea (42 407) \| \| \| \| |
|                          | Drepanoidea (672) |
|                          | |
|                          | Lasiocampoidea (1 952) |
|                          | |
|                          | Bombycoidea (4 723) |
|                          | |
|                          | Geometroidea (23 748) |
|                          | |
|                          | Noctuoidea (42 407) |
|                          | |

|  | Drepanoidea (672)      |
|  |                        |
|  | Lasiocampoidea (1 952) |
|  |                        |
|  | Bombycoidea (4 723)    |
|  |                        |
|  | Geometroidea (23 748)  |
|  |                        |
|  | Noctuoidea (42 407)    |
|  |                        |

### Sinonimi
Non sono stati riportati sinonimi.

### Alcune specie

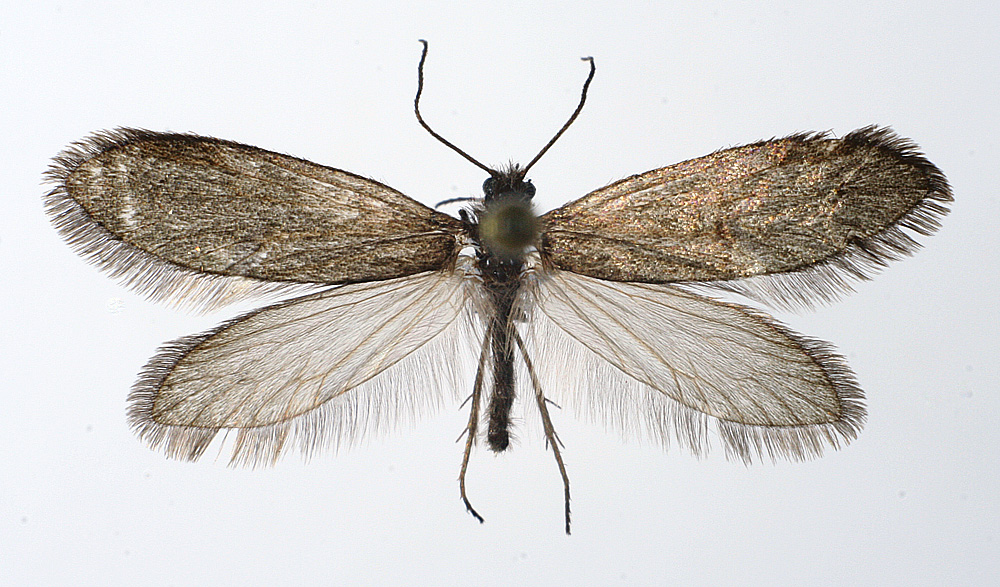
Eriocrania semipurpurella (Eriocranioidea, Eriocraniidae)
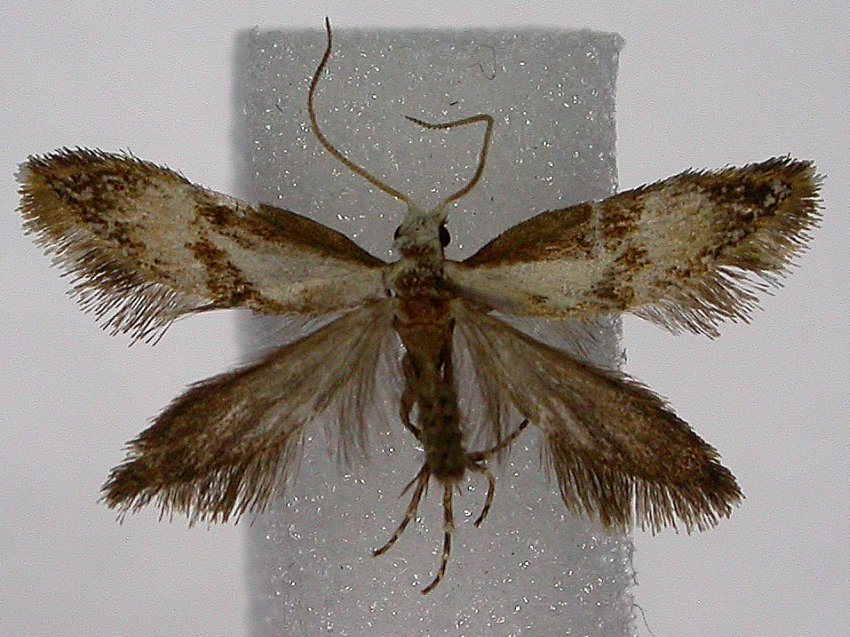
Mnesarchaea loxoscia (Mnesarchaeoidea, Mnesarchaeidae)
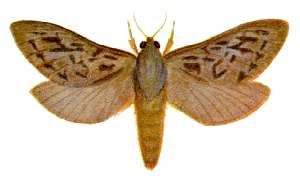
Oxycanus antipoda (Hepialoidea, Hepialidae)
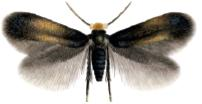
Stigmella pyri (Nepticuloidea, Nepticulidae)
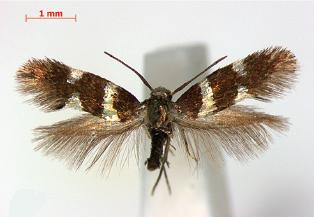
Antispila isabella (Adeloidea, Heliozelidae)
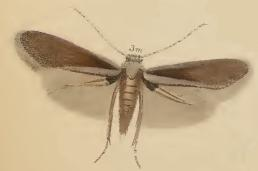
Emmetia angusticollella (Tischerioidea, Tischeriidae)
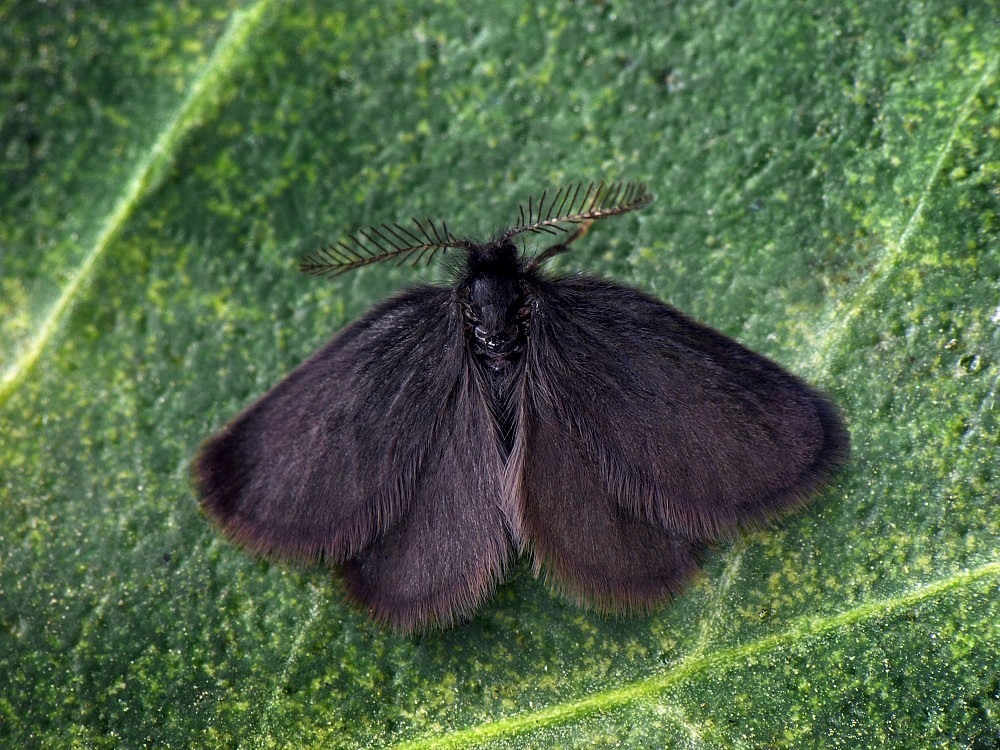
Epichnopterix plumella (Tineoidea, Psychidae)
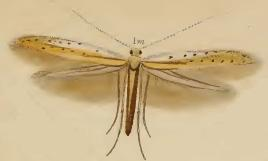
Aspilapteryx tringipennella (Gracillarioidea, Gracillariidae)
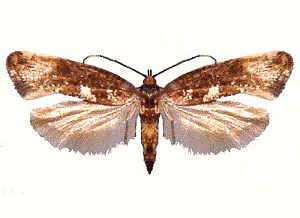
Acrolepiopsis assectella (Yponomeutoidea, Glyphipterigidae)
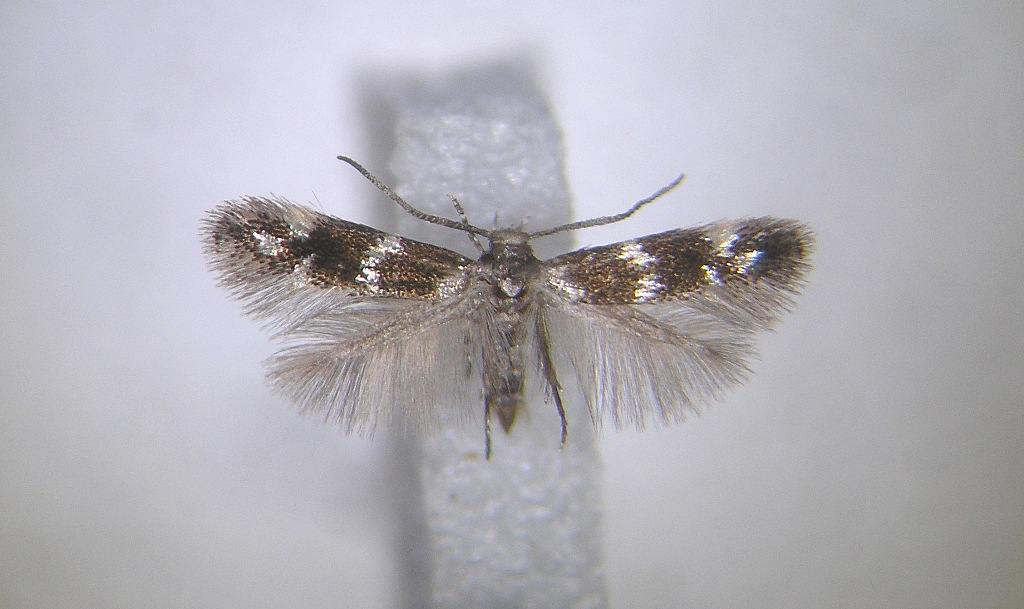
Elachista nobilella (Gelechioidea, Elachistidae)
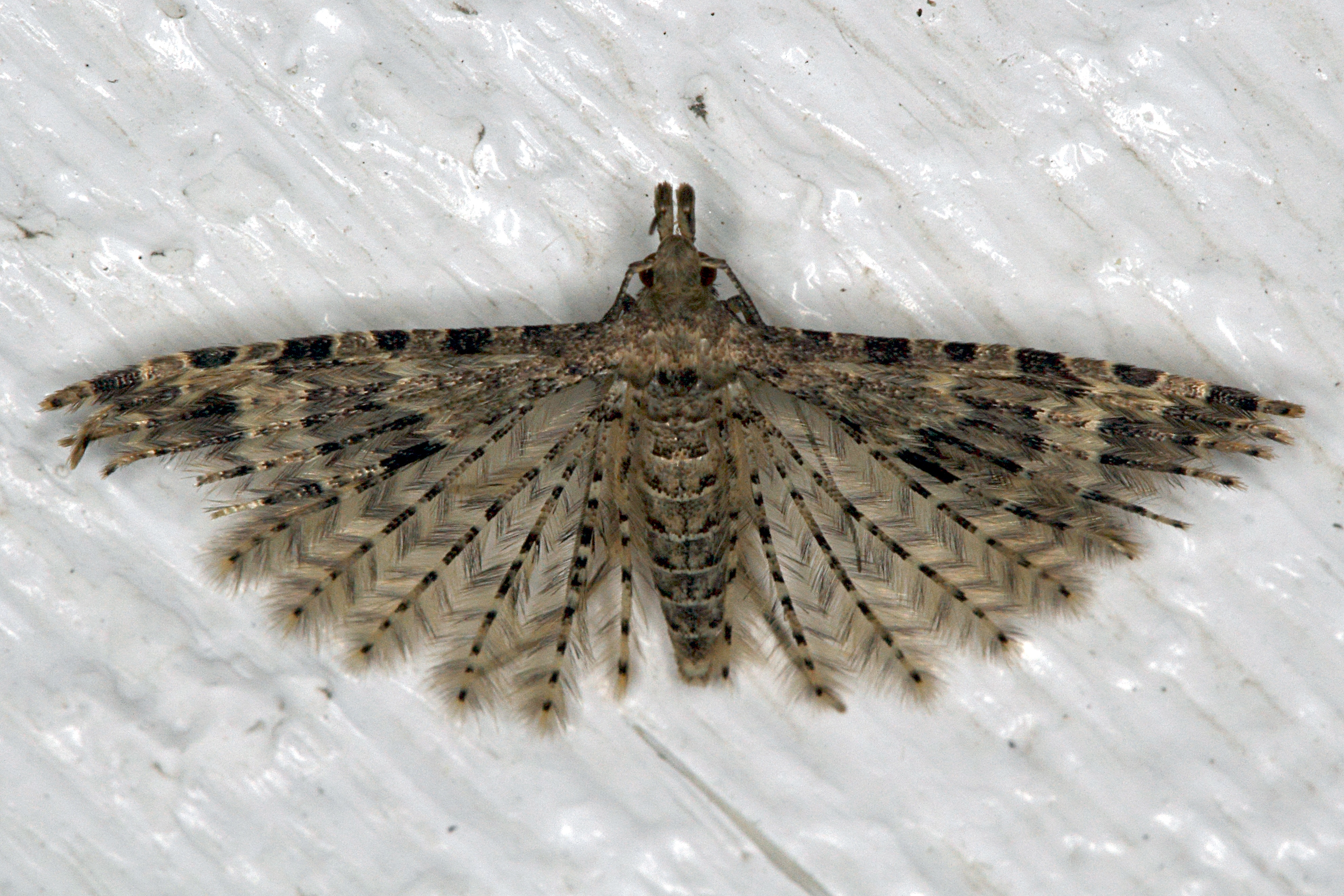
Alucita hexadactyla (Alucitoidea, Alucitidae)
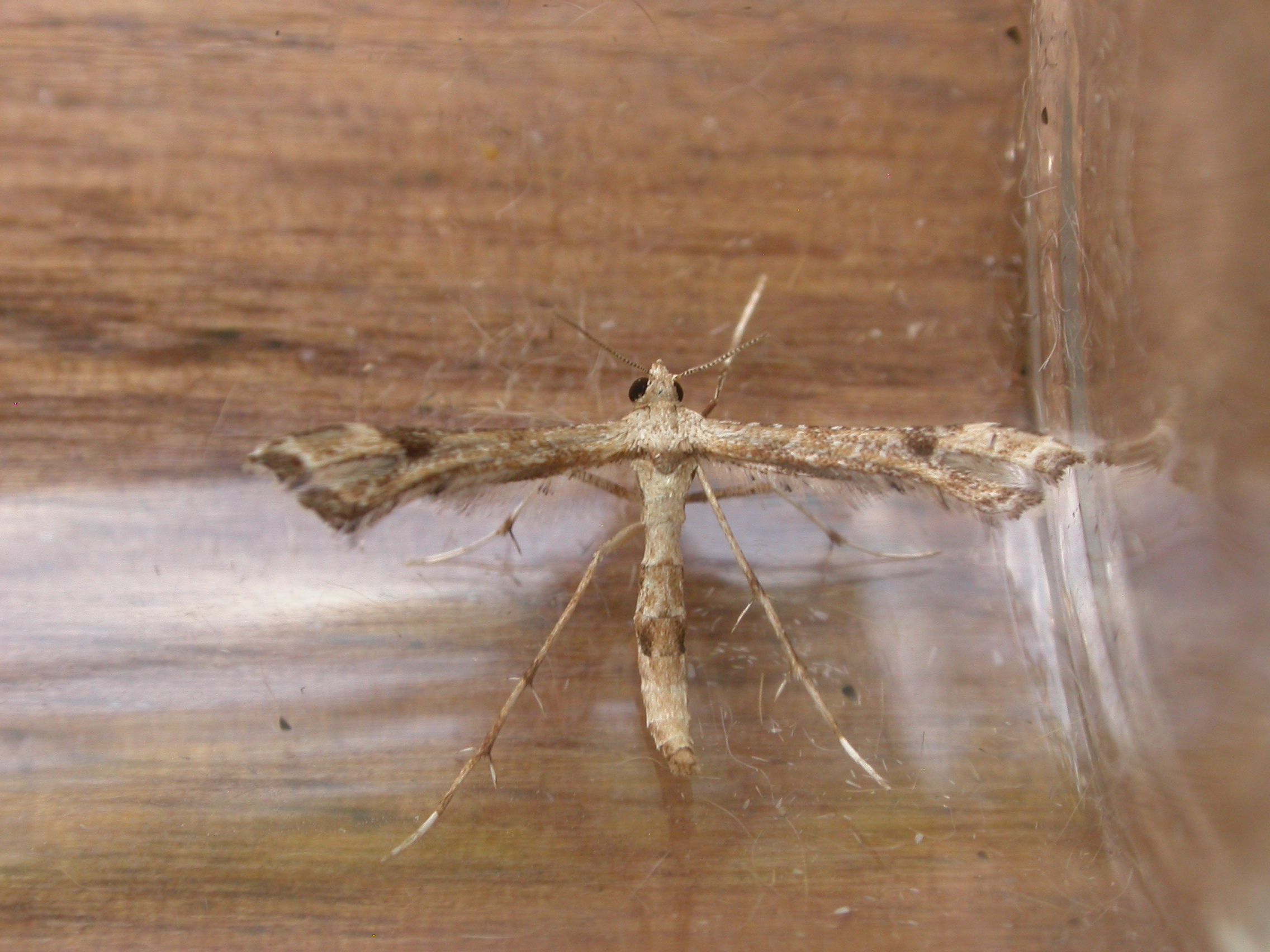
Lantanophaga pusillidactylus (Pterophoroidea, Pterophoridae)
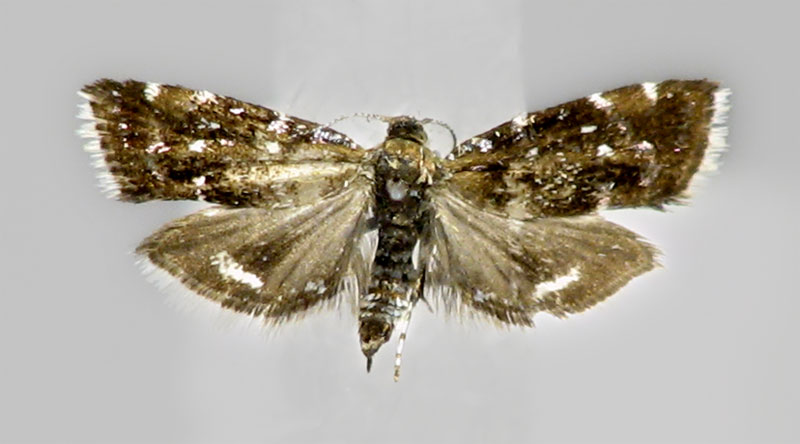
Prochoreutis myllerana (Choreutoidea, Choreutidae)
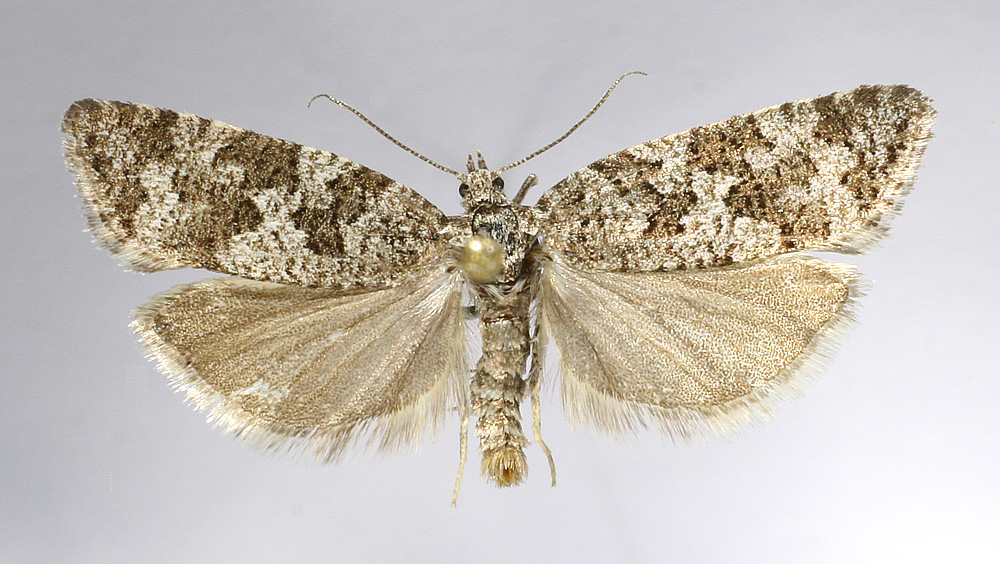
Cnephasia alticolana (Tortricoidea, Tortricidae)
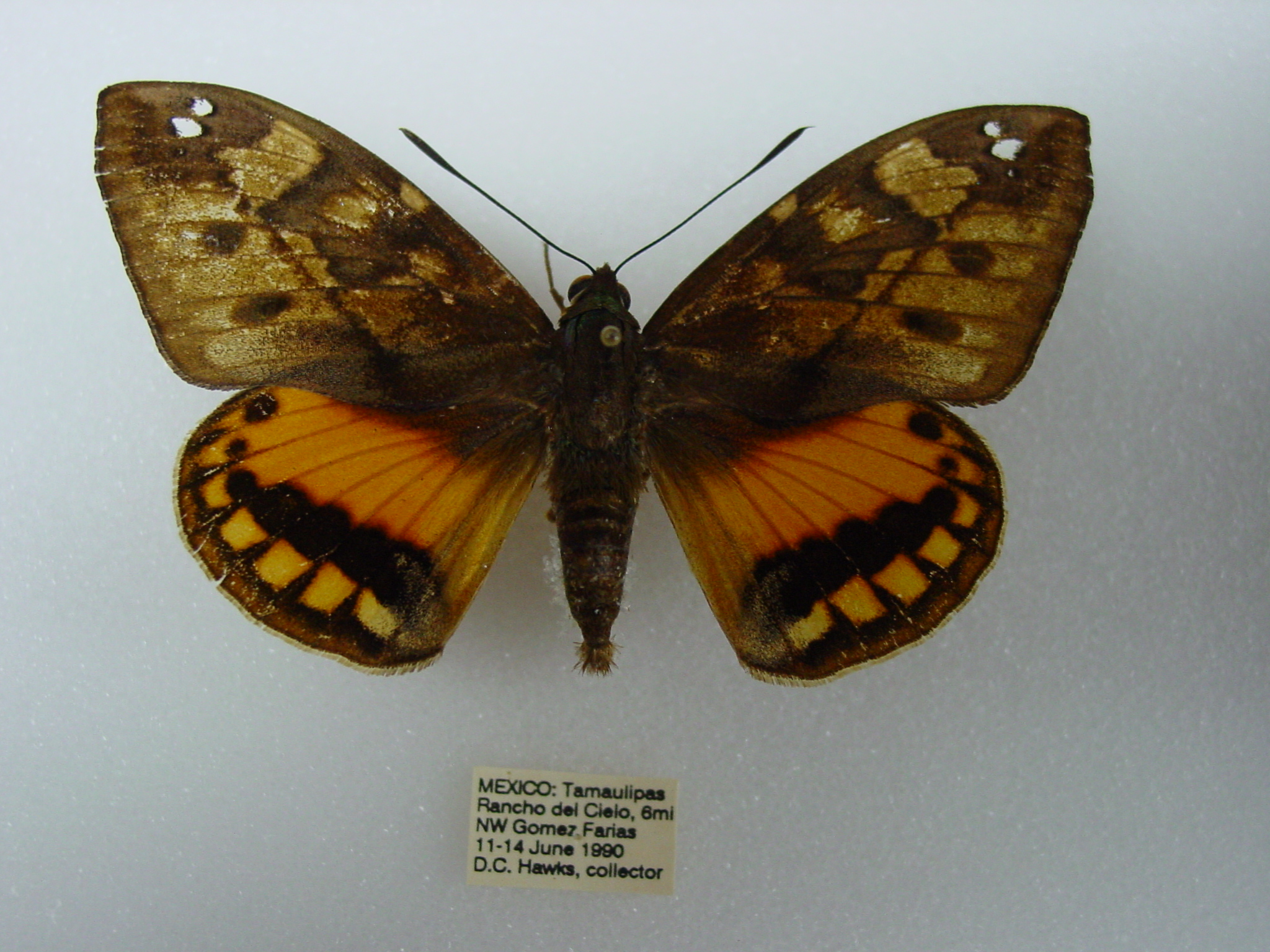
Athis inca (Cossoidea, Castniidae)
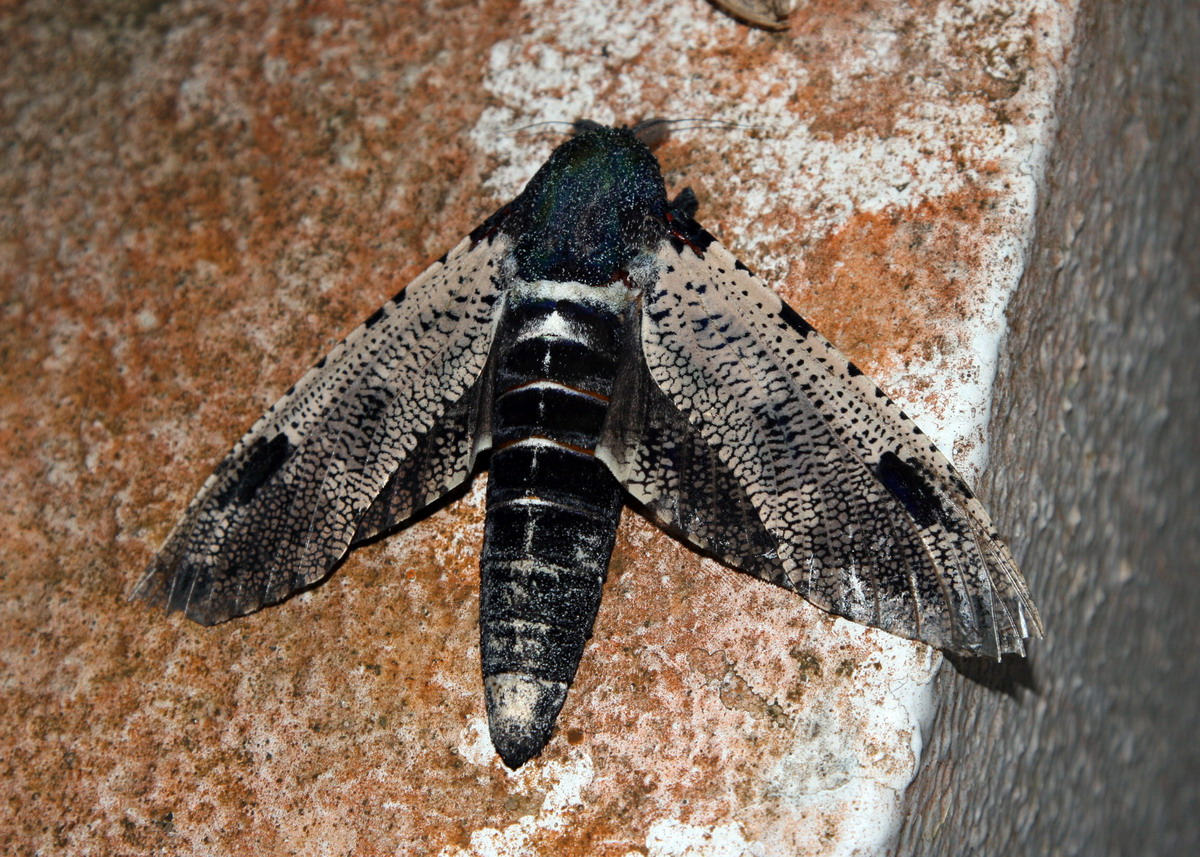
Xyleutes strix (Cossoidea, Cossidae)
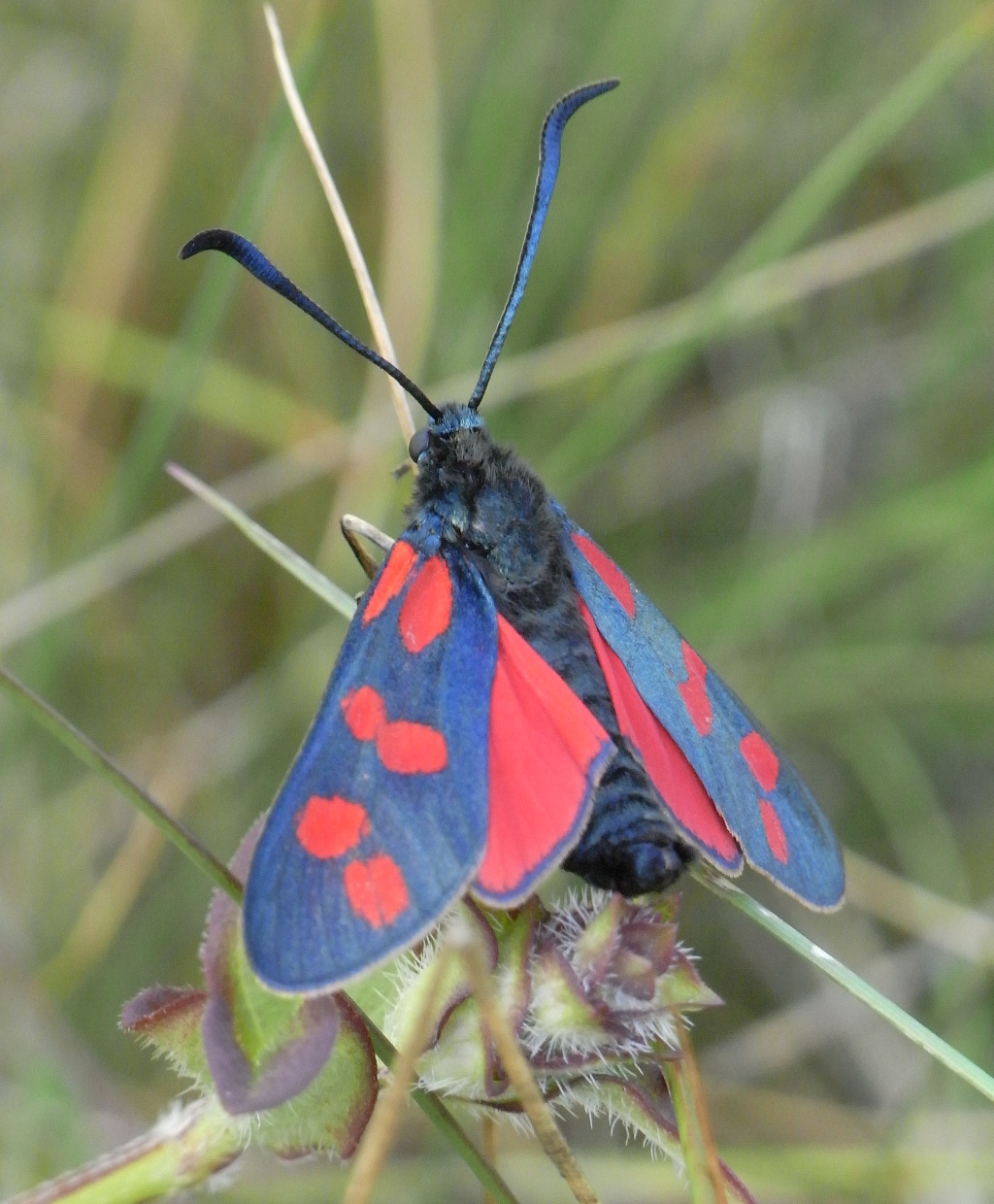
Zygaena filipendulae (Zygaenoidea, Zygaenidae)
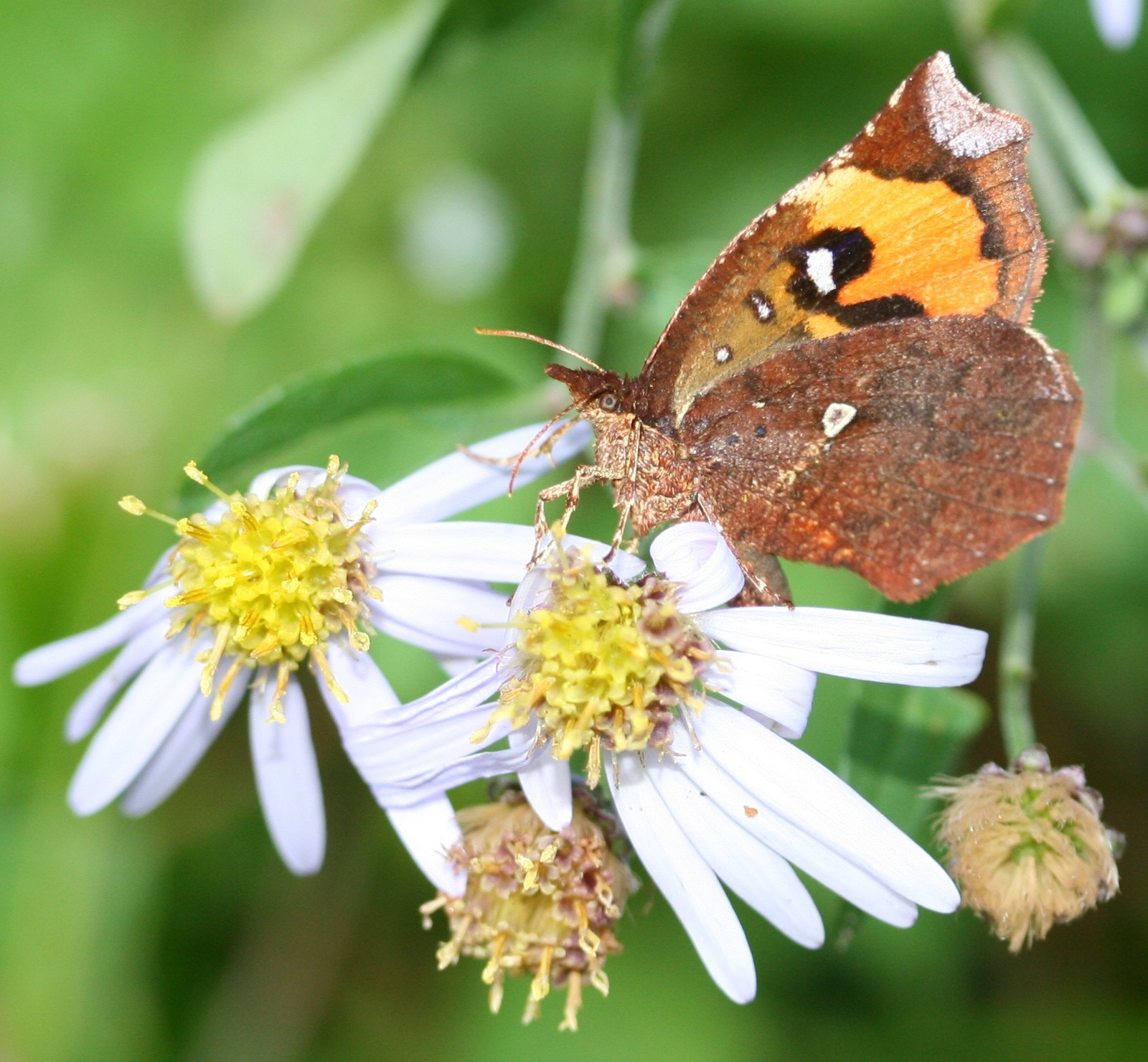
Pterodecta felderi (Calliduloidea, Callidulidae)
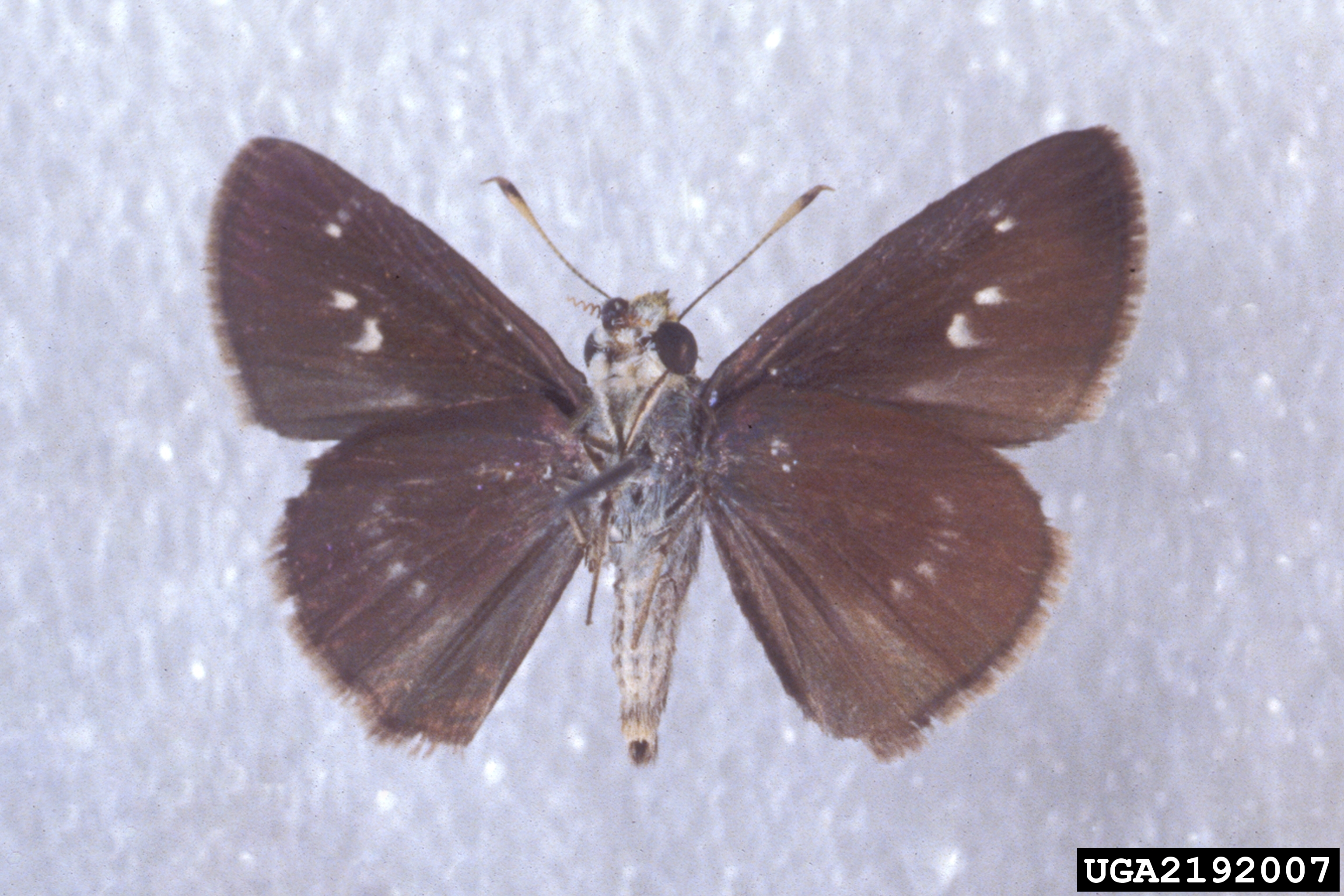
Euphyes vestris (Papilionoidea, Hesperiidae)
Tajuria igolotiana (Papilionoidea, Lycaenidae)
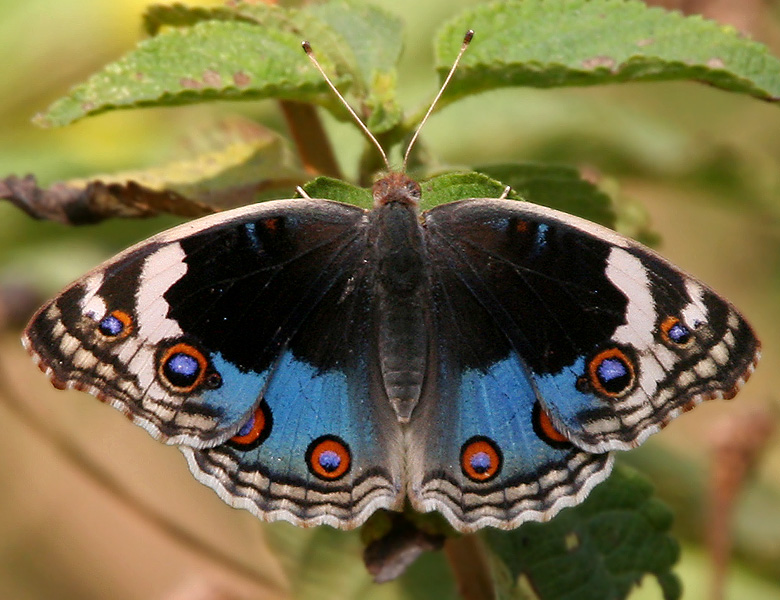
Junonia orithya (Papilionoidea, Nymphalidae)
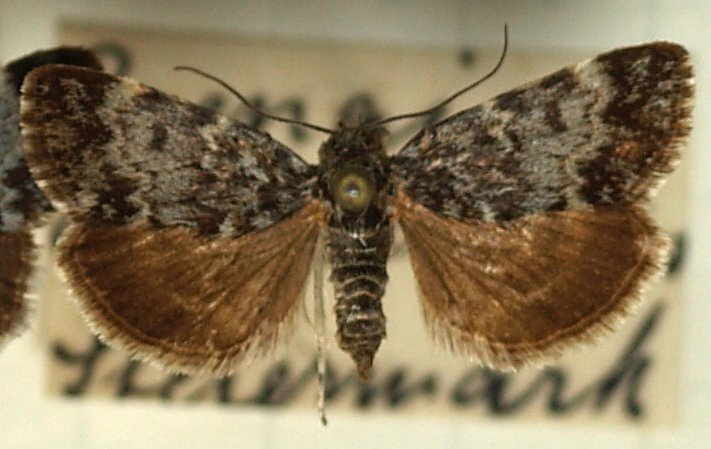
Orenaia alpestralis (Pyraloidea, Crambidae)
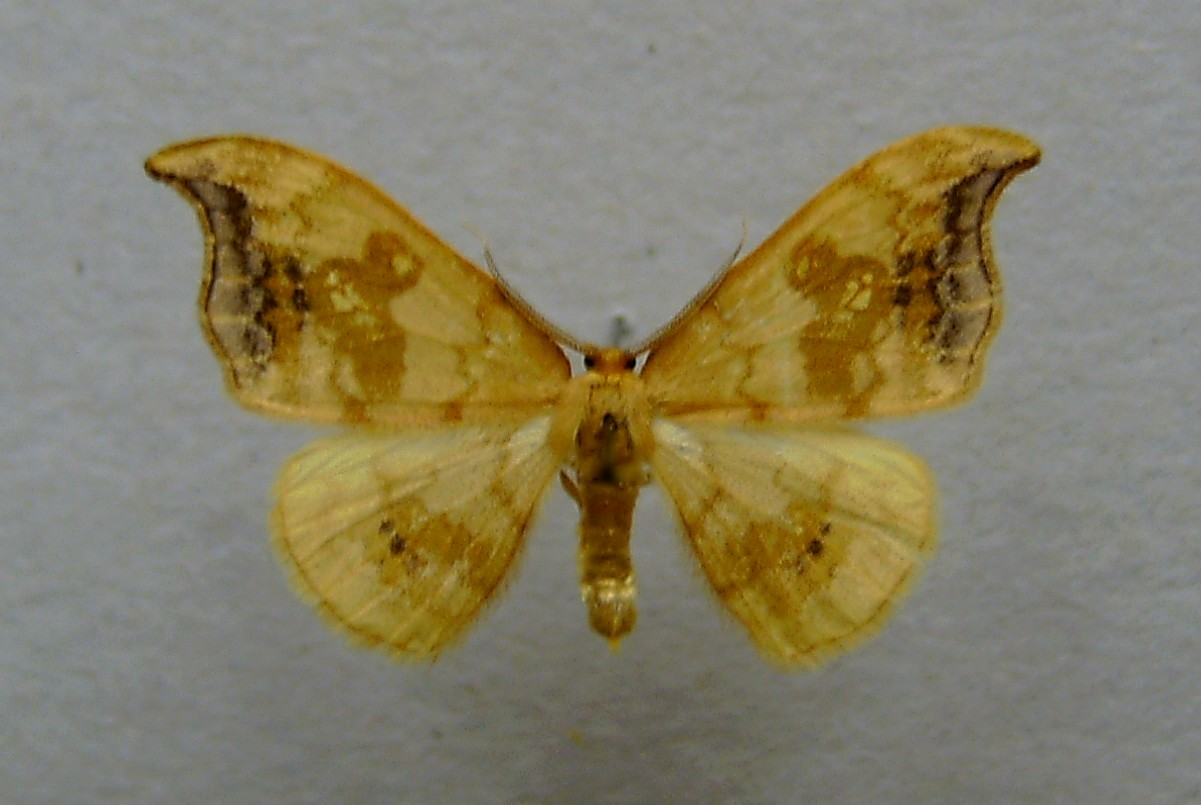
Sabra harpagula (Drepanoidea, Drepanidae)
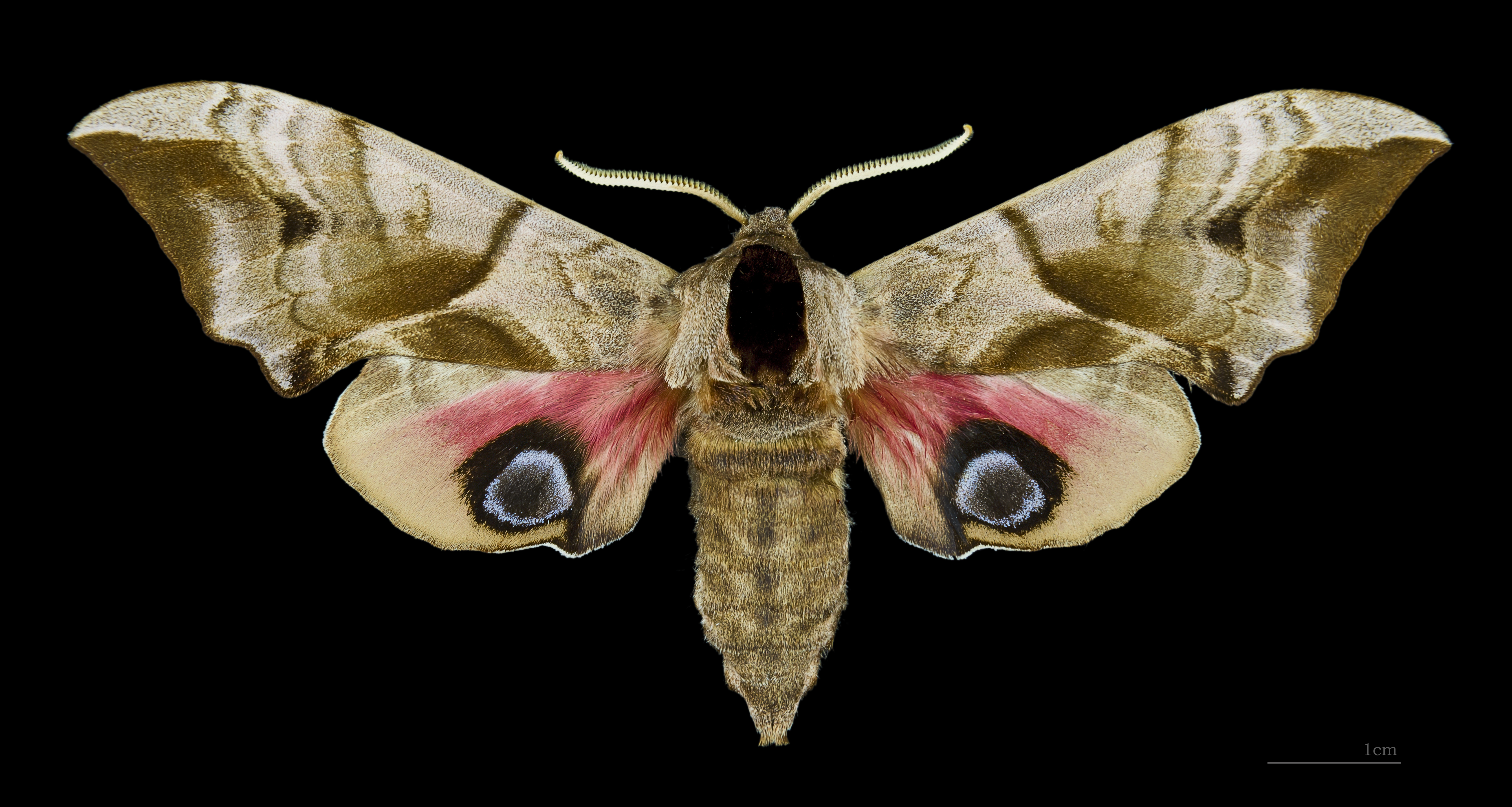
Smerinthus ocellatus (Bombycoidea, Sphingidae)
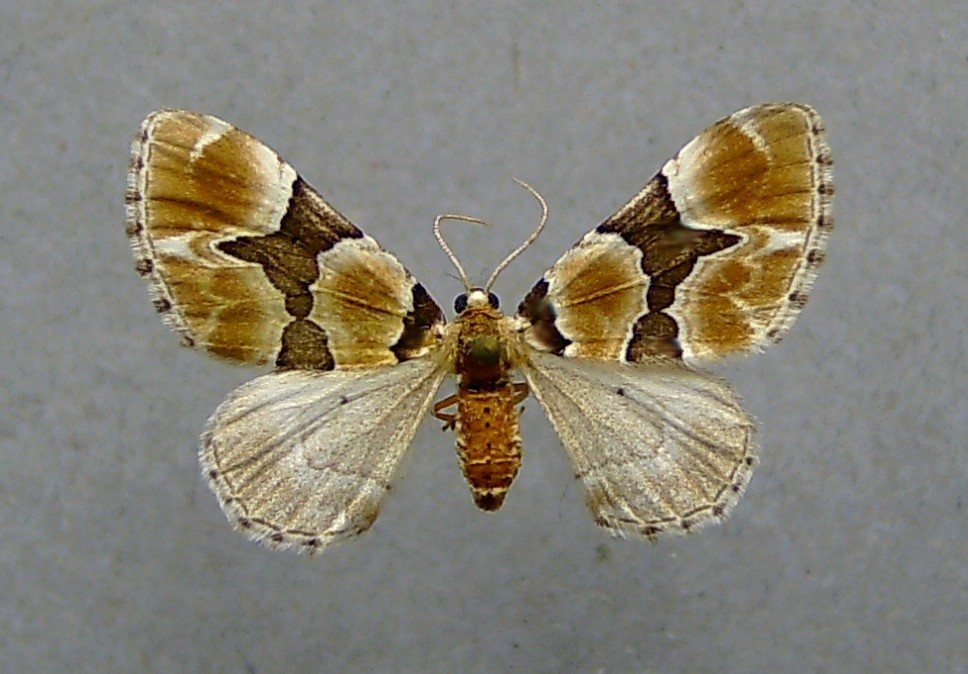
Gagitodes sagittata (Geometroidea, Geometridae)
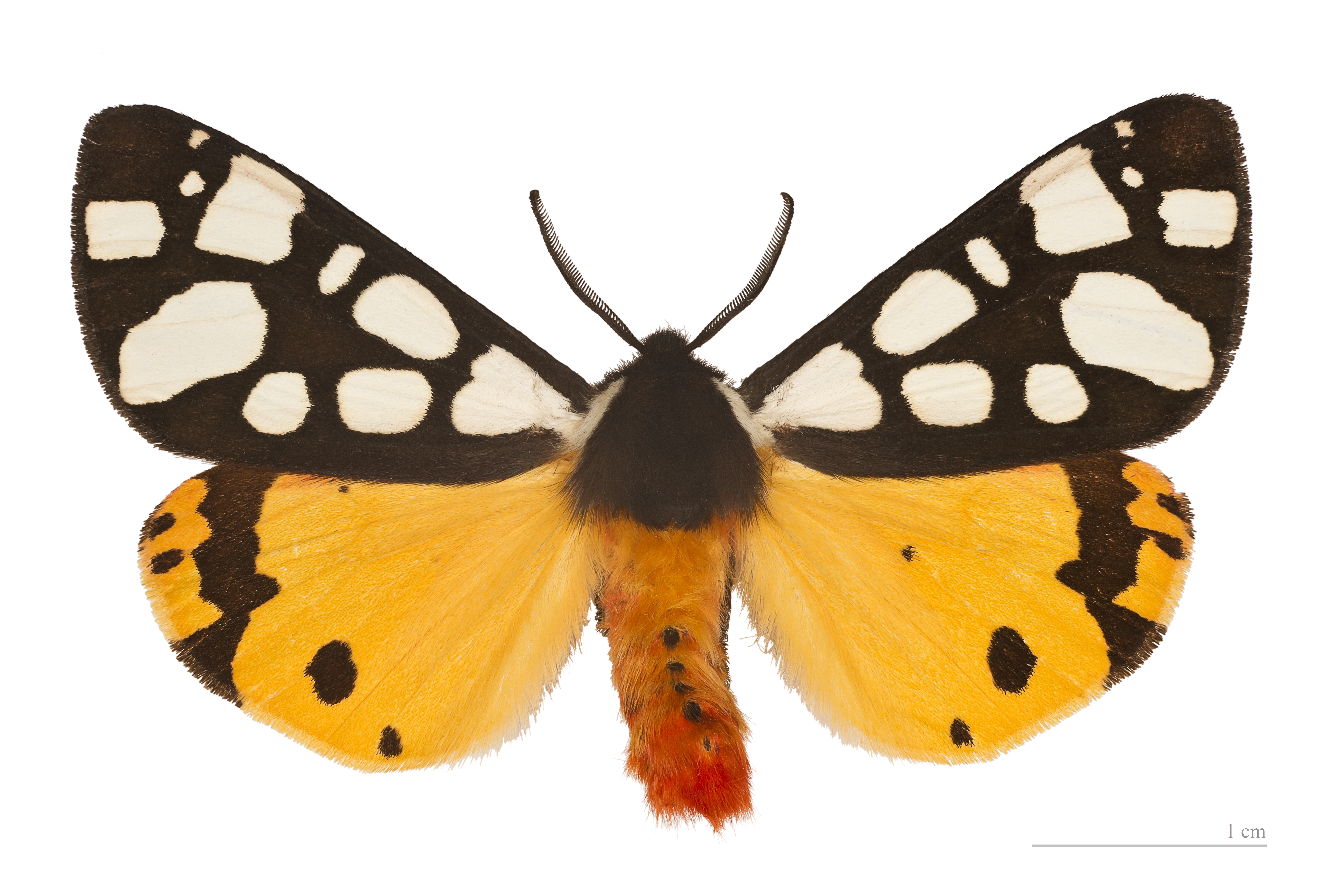
Arctia villica (Noctuoidea, Erebidae)
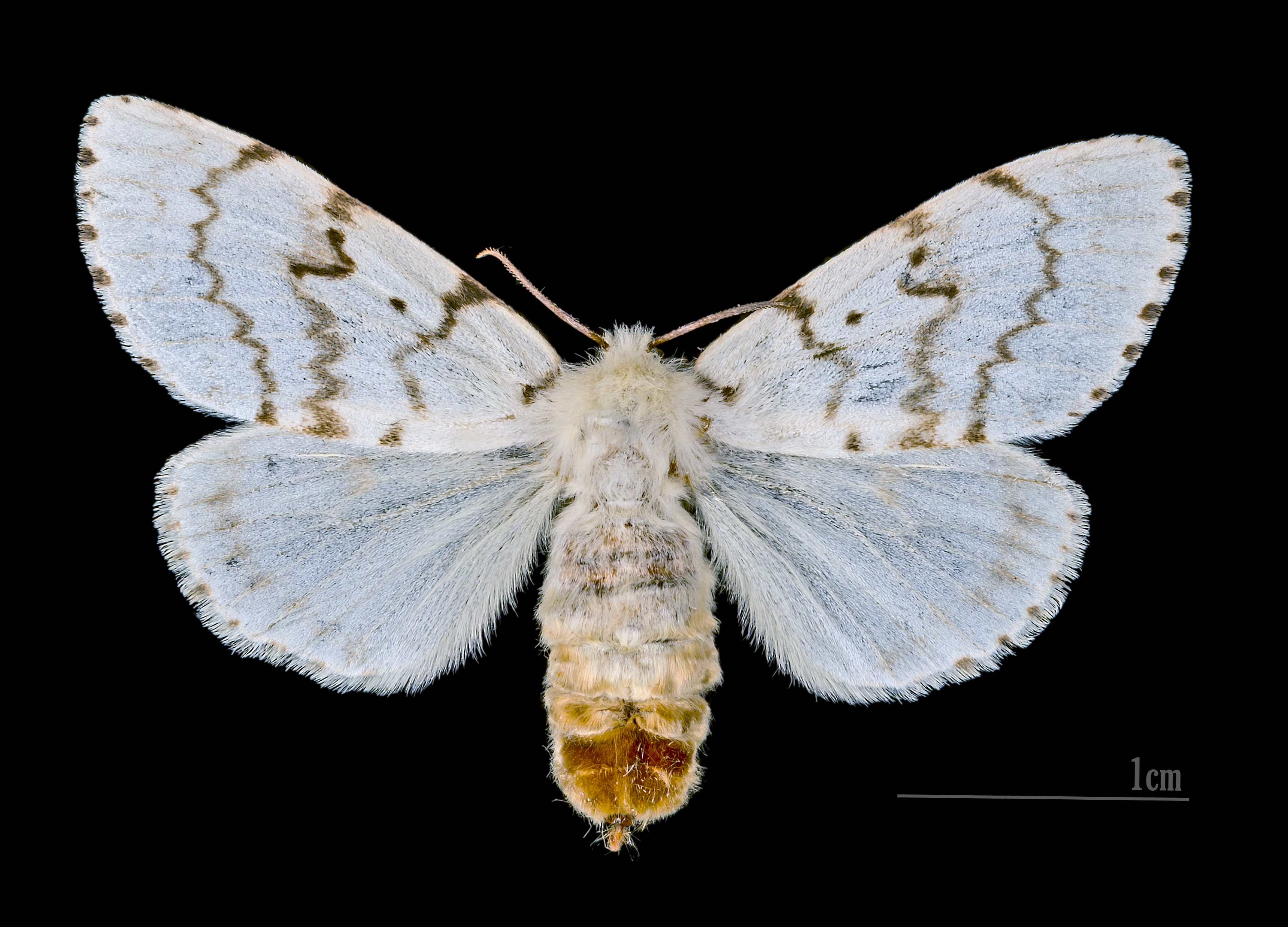
Lymantria dispar (Noctuoidea, Erebidae)